# Pierrefitte-sur-Seine
Pour les articles homonymes, voir Pierrefitte.
Pierrefitte-sur-Seine est une ancienne commune de la Seine-Saint-Denis, en région Île-de-France.
Depuis le 1er janvier 2025, elle est une commune déléguée de la commune nouvelle de Saint-Denis. Ses habitants sont appelés les Pierrefittoises et les Pierrefittois.

## Géographie

### Localisation
Pierrefitte-sur-Seine est une ville du nord de la banlieue parisienne, en Seine-Saint-Denis et limitrophe du Val-d'Oise, située au nord de Saint-Denis, à une dizaine de kilomètres de Paris, sur l'ancienne RN1.

### Communes limitrophes
Avant sa fusion avec Saint-Denis, Pierrefitte était limitrophe de Saint-Denis, Stains, Villetaneuse, Montmagny et Sarcelles (Val-d'Oise) :
| Montmagny (Val-d'Oise) | Sarcelles (Val-d'Oise) | Sarcelles (Val-d'Oise) |
| Villetaneuse           | Pierrefitte-sur-Seine  | Stains                 |
|                        | Saint-Denis            |                        |

### Géologie et relief
La superficie de Pierrefitte est de 3,41 km2 ; son altitude varie de 37  à   97 mètres.
Elle s'étend principalement sur la Plaine de France, mais ses limites nord-ouest sont constituées par les contreforts de la Butte-Pinson.

### Hydrographie
Un ensemble de petits ruisseaux est discernable sur les anciennes cartes, mais il a été enterré au fil de l'histoire afin de lutter contre les risques d'inondation tout en permettant le drainage des terrains.

### Climat
Pour des articles plus généraux, voir Climat de l'Île-de-France et Climat de la Seine-Saint-Denis.
En 2010, le climat de la commune est de type climat océanique dégradé des plaines du Centre et du Nord, selon une étude du CNRS s'appuyant sur une série de données couvrant la période 1971-2000. En 2020, Météo-France publie une typologie des climats de la France métropolitaine dans laquelle la commune est exposée à un climat océanique altéré et est dans la région climatique Sud-ouest du bassin Parisien, caractérisée par une faible pluviométrie, notamment au printemps (120 à 150 mm) et un hiver froid (3,5 °C).
Pour la période 1971-2000, la température annuelle moyenne est de 11,8 °C, avec une amplitude thermique annuelle de 15,2 °C. Le cumul annuel moyen de précipitations est de 667 mm, avec 10,6 jours de précipitations en janvier et 7,9 jours en juillet. Pour la période 1991-2020, la température moyenne annuelle observée sur la station météorologique la plus proche, située sur la commune de Bonneuil-en-France à 5 km à vol d'oiseau, est de 12,1 °C et le cumul annuel moyen de précipitations est de 616,3 mm,. Pour l'avenir, les paramètres climatiques de la commune estimés pour 2050 selon différents scénarios d'émission de gaz à effet de serre sont consultables sur un site dédié publié par Météo-France en novembre 2022.
| Mois                                  | jan.             | fév.             | mars            | avril           | mai             | juin           | jui.           | août           | sep.           | oct.            | nov.            | déc.             | année      |
| ------------------------------------- | ---------------- | ---------------- | --------------- | --------------- | --------------- | -------------- | -------------- | -------------- | -------------- | --------------- | --------------- | ---------------- | ---------- |
| Température minimale moyenne (°C)     | 2,3              | 2,1              | 4,2             | 6,3             | 9,8             | 13             | 14,9           | 14,6           | 11,5           | 8,8             | 5,2             | 2,8              | 8          |
| Température moyenne (°C)              | 4,9              | 5,4              | 8,4             | 11,2            | 14,7            | 18             | 20,2           | 20             | 16,5           | 12,7            | 8,1             | 5,4              | 12,1       |
| Température maximale moyenne (°C)     | 7,5              | 8,7              | 12,6            | 16,1            | 19,6            | 23             | 25,5           | 25,4           | 21,5           | 16,5            | 11,1            | 7,9              | 16,3       |
| Record de froid (°C) date du record   | −18,2 17.01.1985 | −16,8 14.02.1956 | −9,6 07.03.1971 | −3,7 01.04.1931 | −1,6 06.05.1957 | 0,9 13.06.1935 | 3,5 09.07.1929 | 1,9 01.08.1923 | 0,1 24.09.1931 | −5,6 30.10.1985 | −9,5 28.11.1921 | −15,1 16.12.1925 | −18,2 1985 |
| Record de chaleur (°C) date du record | 16,1 27.01.03    | 20,8 28.02.1960  | 25,5 31.03.21   | 31,9 18.04.1949 | 35 24.05.1922   | 36,9 27.06.11  | 42,1 25.07.19  | 40,2 12.08.03  | 35,3 09.09.23  | 29,4 04.10.1921 | 21,3 08.11.15   | 17,2 16.12.1989  | 42,1 2019  |
| Ensoleillement (h)                    | 574              | 737              | 1 293           | 171             | 1 894           | 203            | 2 132          | 2 064          | 1 616          | 1 113           | 637             | 543              | 16 342     |
| Précipitations (mm)                   | 46,8             | 41,1             | 43,9            | 43,1            | 60,5            | 53,8           | 56,3           | 52,5           | 44,6           | 56,7            | 53,6            | 63,4             | 616,3      |

## Urbanisme

### Typologie

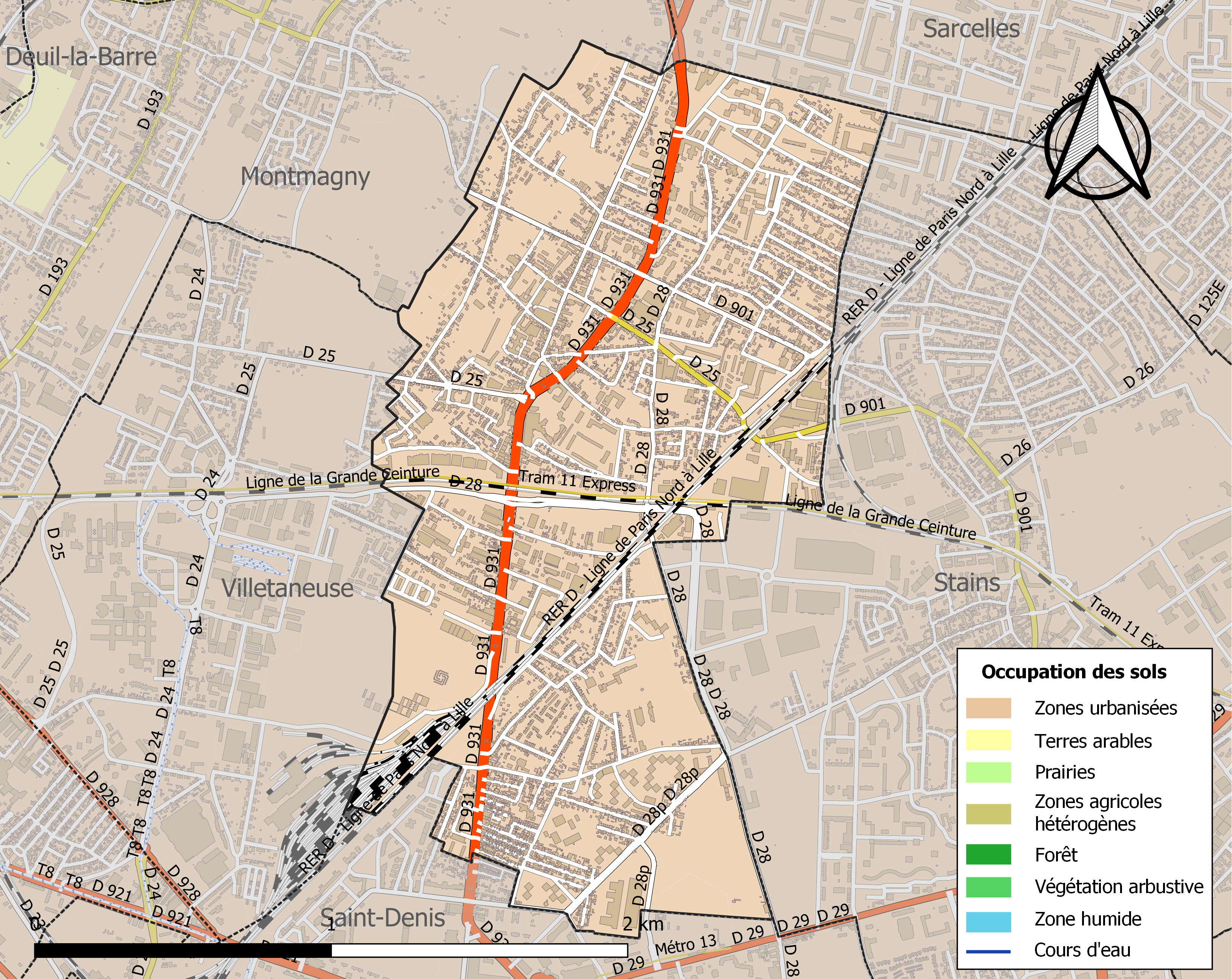
Carte des infrastructures et de l'occupation des sols de la commune en 2018 (CLC).

Au 1er janvier 2024, Pierrefitte-sur-Seine est catégorisée grand centre urbain, selon la nouvelle grille communale de densité à sept niveaux définie par l'Insee en 2022.
Elle appartient à l'unité urbaine de Paris, une agglomération inter-départementale regroupant 407  communes, dont elle est une commune de la banlieue,,.
Par ailleurs la ville fait partie de l'aire d'attraction de Paris, dont elle est une commune du pôle principal,. Cette aire regroupe 1 929 communes,.

### Quartiers
La ville de Pierrefitte-sur-Seine est divisée en deux secteurs — les quartiers Nord et les quartiers Sud — et compte neuf quartiers.
- Les quartiers Nord :
  - les quartiers de la Cité Rose :  (Quartier des Poètes, Cité Jules Chatenay/Parmentier, Cité Paul Lafargue, Résidence Alcide d'Orbigny)[Note 4].
  - Le quartier des Poètes progressivement démoli et reconstruit grâce à un Programme de rénovation urbaine porté par l'ANRU à compter des années 2010. Le dernier nouvel immeuble, en accession à la propriété, a été inauguré en janvier 2025.
  - Quartier de la butte Pinson :
La butte Pinson est une des buttes-témoins formées par l'érosion de la cuesta du Bassin parisien à l'époque de l'Oligocène, qui a également formé, au nord de Paris, les buttes de Montmorency ou d'Écouen.
Elle est située à une douzaine de kilomètres au nord de Paris, sur les communes de Pierrefitte, Villetaneuse (Seine-Saint-Denis), Groslay et Montmagny (Val-d'Oise) et qui est la première butte au nord de Paris après Montmartre.'
  - Quartier du Vieux Pierrefitte (centre-ville) :
    - La rue de Paris,
    - Cité Jean Vilar (résidence Jean Vilar, résidence Jean Jaurès et la Place du Marché),
    - Cité de la Fontaine Rosée,
    - ZAC Briais Pasteur.

  - Quartier des Blancs Chandins.
  - Quartier de la Gare :
    - Cité des Marronniers,
    - Cité Colombier Pasteur.

  - Quartier Pottier :
    - Cité Pottier,
    - Cité Jaune.

  - Quartier Galiéni:
    - Cité A.G.F (la tour),
    - Le Barrage de Pierrefitte.
- Les quartiers Sud
  - Le Quartier des Joncherolles :
Le quartier des Joncherolles est retenu fin 2014 dans la seconde phase du programme ANRU qui prévoit notamment la destruction de la copropriété dégradée des Fauvettes et la réhabilitation des logements sociaux des Joncherolles.
    - Cité des Joncherolles,
    - Cité des Fauvettes.

  - Quartier du Petit-Pierrefitte (Pierrefitte Sud) :
    - Cité Lavoisier (Résidence Lavoisier, résidence Jules verne),
    - Cité Jean Moulin
    - Cité Paul Langevin.

### Habitat et logement
En 2021, avant la fusion avec Saint-Denis, le nombre total de logements dans la commune était de 12 285, alors qu'il était de 10 594 en 2016 et de 10 037 en 2011.
Parmi ces logements, 93,6 % étaient des résidences principales, 0,7 % des résidences secondaires et 5,7 % des logements vacants. Ces logements étaient pour 31,5 % d'entre eux des maisons individuelles et pour 67,5 % des appartements.
Le tableau ci-dessous présente la typologie des logements à Pierrefitte-sur-Seine en 2021 en comparaison avec celle de la Seine-Saint-Denis et de la France entière. Une caractéristique marquante du parc de logements est ainsi la faible proportion des résidences secondaires et logements occasionnels (0,7 %) par rapport au département (1,3 %) et à la France entière (9,7 %).
| Typologie                                               | Pierrefitte-sur-Seine | Seine-Saint-Denis | France entière |
| ------------------------------------------------------- | --------------------- | ----------------- | -------------- |
| Résidences principales (en %)                           | 93,6                  | 92,6              | 82,2           |
| Résidences secondaires et logements occasionnels (en %) | 0,7                   | 1,3               | 9,7            |
| Logements vacants (en %)                                | 5,7                   | 6,1               | 8,1            |

La commune respecte les obligations qui lui sont faites par l'article 55 de la loi SRU de disposer d'au moins 25 % de son parc de résidences principales constituées de logements sociaux.

### Transports

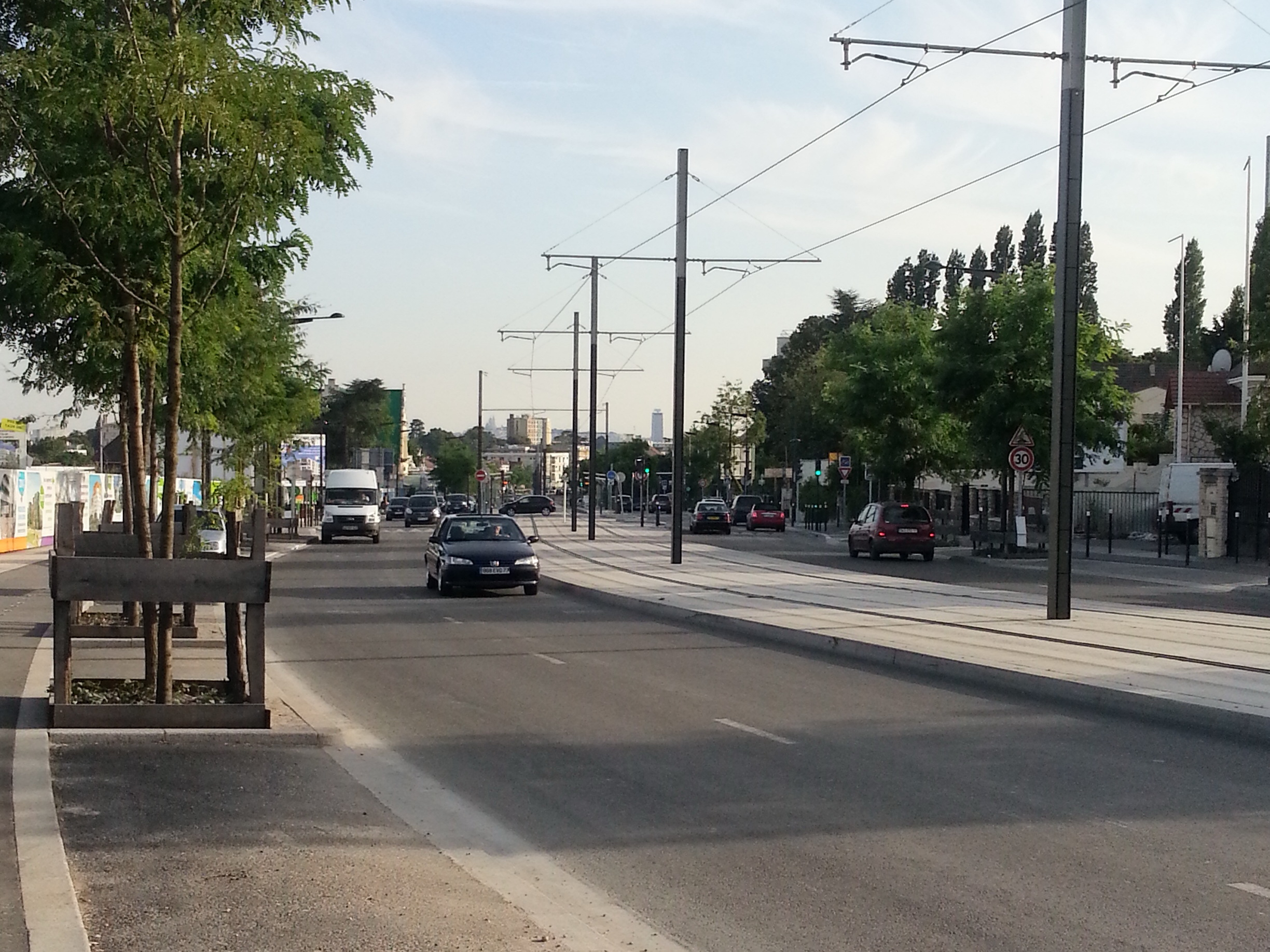
La RN 1 a été reconfigurée lors de la création de la ligne T5 en 2013.

Pierrefitte est située près des autoroutes A 1 et A 86. Elle est traversée par l'ex-RN 1 (plus de 50 000 véhicules par jour recensés avant 2013,[Quand ?] c'est-à-dire avant la mise en service du T5) et la RN 301 (désormais numérotée D 901), et est le point de départ de l'ancienne RN 16 (désormais numérotée D 316 dans le Val-d'Oise) qui mène à Clermont (Oise). Autrefois, elle aboutissait à Dunkerque.
Longtemps mal desservie par les transports en commun, la ville a bénéficié progressivement de l'arrivée du RER (1987), du métro (1998), des tramways T5 (2013) et T11 (2017) ainsi que d'une amélioration progressive du réseau de bus.

#### Un désenclavement réussi
Jusqu'en avril 1991, seul un bus sur trois de la ligne de bus 150 venant de porte de la Villette allait au-delà de Mairie de Stains pour rejoindre Villetaneuse via Pierrefitte. Cette proportion est passée à un sur deux en 1991. À cette même époque, le sud de la ville attend le prolongement de la ligne 13 du métro à Saint-Denis université, en limite de Pierrefitte. Ce projet se concrétise en 1998 à la faveur des chantiers obtenus dans la foulée de la création du Stade de France.
La Gare de Pierrefitte - Stains est une des stations du RER D depuis le 27 septembre 1987. En juillet 2017, la gare, qui a reçu un nouveau quai quelques semaines plus tôt, est mise en correspondance avec la ligne de tramway T11. La nouveauté la plus structurante pour Pierrefitte est cependant l'arrivée en 2013 du tramway T5 qui traverse la ville du nord au sud sur l'ancienne RN1. Son succès immédiat conduit à plusieurs renforts successifs de sa fréquence.
Sur le plan routier, la RD 28 reliant Saint-Denis université à Villetaneuse a vu son tronçon Est inauguré en 2014, et son tronçon central ouvrir en 2020.

#### Aujourd'hui
La commune est desservie par :

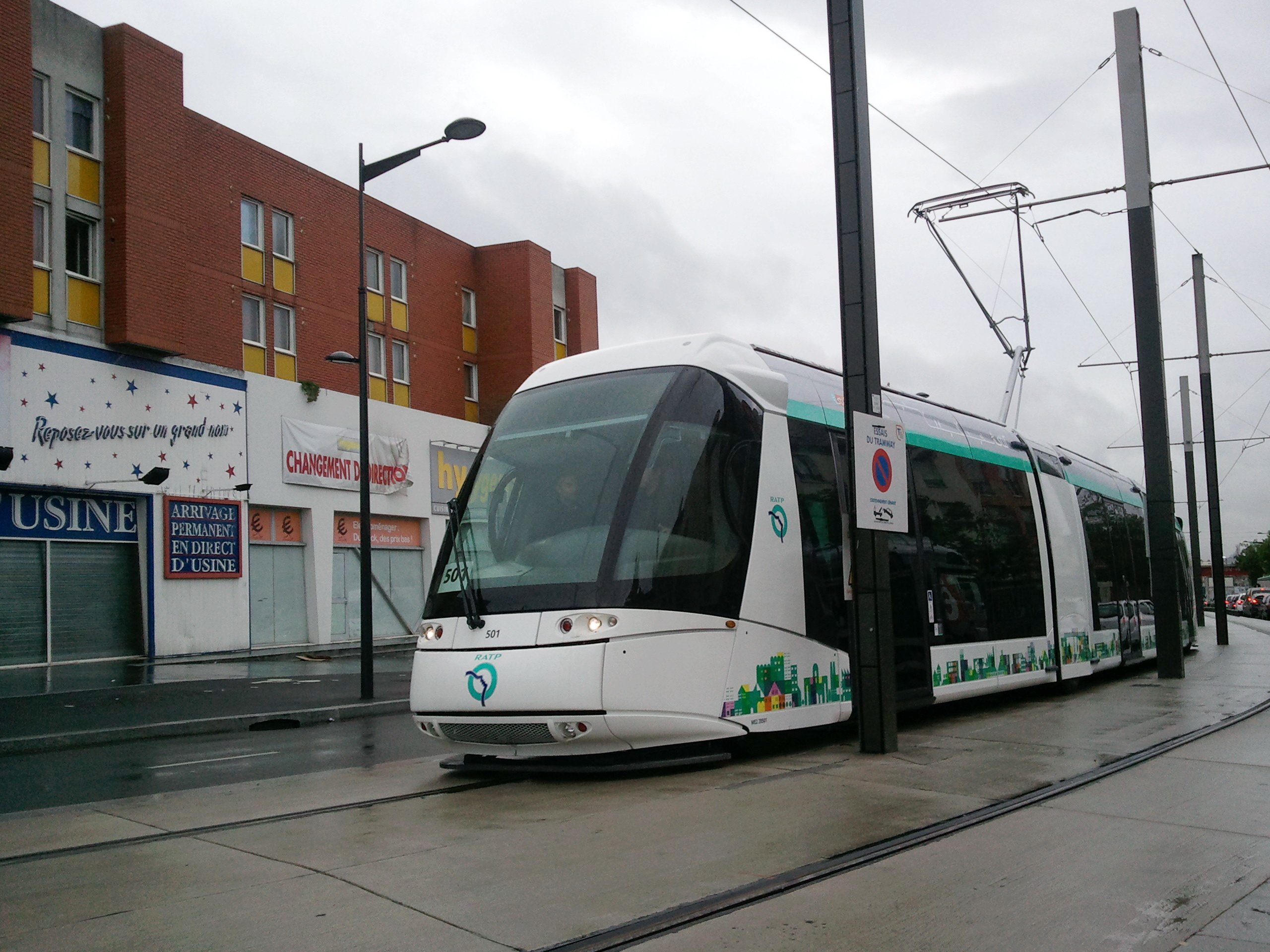
Le tramway T5, durant ses essais, en septembre 2012.

- La ligne de tramway sur pneu T5. 
Depuis le 29 juillet 2013, le tramway relie la station Marché de Saint-Denis (tramway d'Île-de-France) à la gare de Garges-Sarcelles, et dessert du nord au sud la ville, et notamment son centre, ainsi que le quartier des Poètes, le Petit Pierrefitte, et le cimetière des Joncherolles.
- La ligne de tramway T11. 
Le T11 est mis en service le 1er juillet 2017, et offre une nouvelle liaison de rocade à la gare de Pierrefitte - Stains, vers les gares de Épinay-sur-Seine (RER C) à l'Ouest et la gare du Bourget (RER B) à l'Est.
- Le RER D et T11 desservent la gare de Pierrefitte - Stains, située en limite Est de la commune.
- La station de métro Saint-Denis - Université, sur la ligne 13 du métro de Paris, en limite sud de la commune.

La desserte en bus est assurée par les lignes du réseau de bus RATP en journée et Noctilien la nuit.

## Toponymie
Le nom de la localité est attesté, dès le IXe siècle, (l'abbé de Saint-Denis faisant mention des vignobles de petra ficta dans ses écrits en 862).
Pierrefitte (mentionné anciennement petra ficta en 862) est une formation toponymique romane qui signifierait « pierre fichée » (en latin Petraficta), c'est-à-dire « pierre dressée et plantée ». Il se réfère soit à une borne, soit à un mégalithe. Il équivaut aux types Pierrefitte.
Le nom de Pierrefitte se voit officiellement complété de la mention « sur-Seine » par l'administration en 1920 afin de faciliter le travail de la poste et de spécifier le rattachement de la commune au département de la Seine, alors que la ville n'est pas baignée par le fleuve éponyme.

## Histoire

### Du Moyen Âge à laRévolution française
Propriété de l’abbaye de Saint-Denis au IXe siècle, elle fut en partie détruite au XVe siècle, pendant la guerre de Cent Ans.
Au XVIIIe siècle, Pierrefitte est un village d'agriculteurs et de carriers, qui exploitent sur les contreforts de la Butte Pinson le gypse — de la pierre à plâtre — formé à la période du Ludien, il y a 35 millions d'années. Les risques d'affaissement des zones anciennes carrière ont conduit à la définition d'un périmètre de risques.
De 1790 à 1795 Pierrefitte-sur-Seine était un canton du district de Franciade.

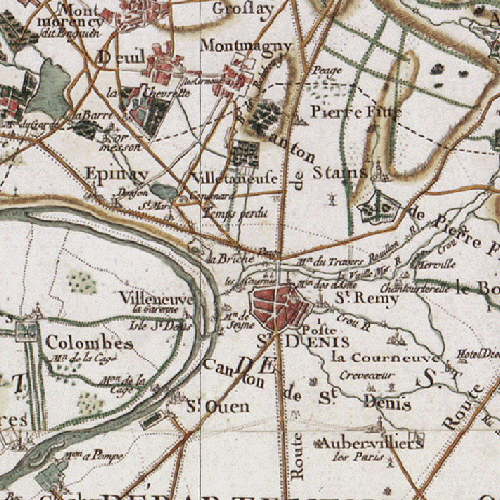
Extrait de la carte de Cassini. Pierrefitte est au nord de Saint-Denis.
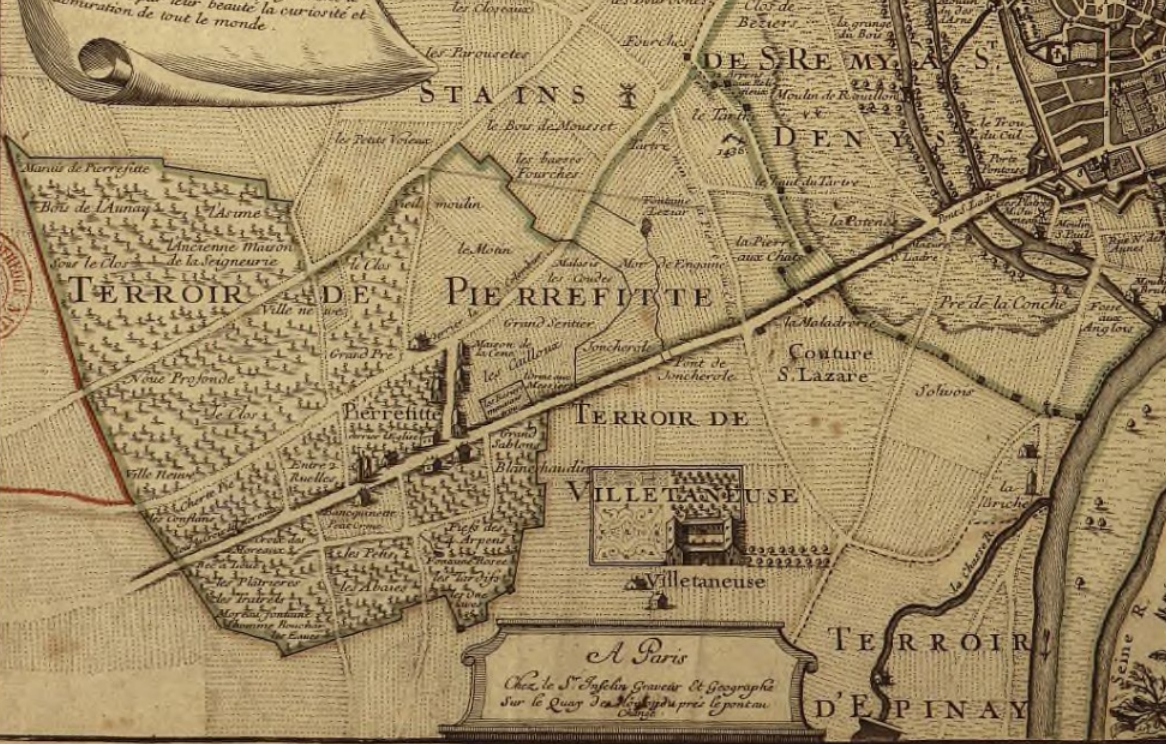
Les terroirs de Stains-Pierrefitte-Villetaneuse-Epinay en 1707
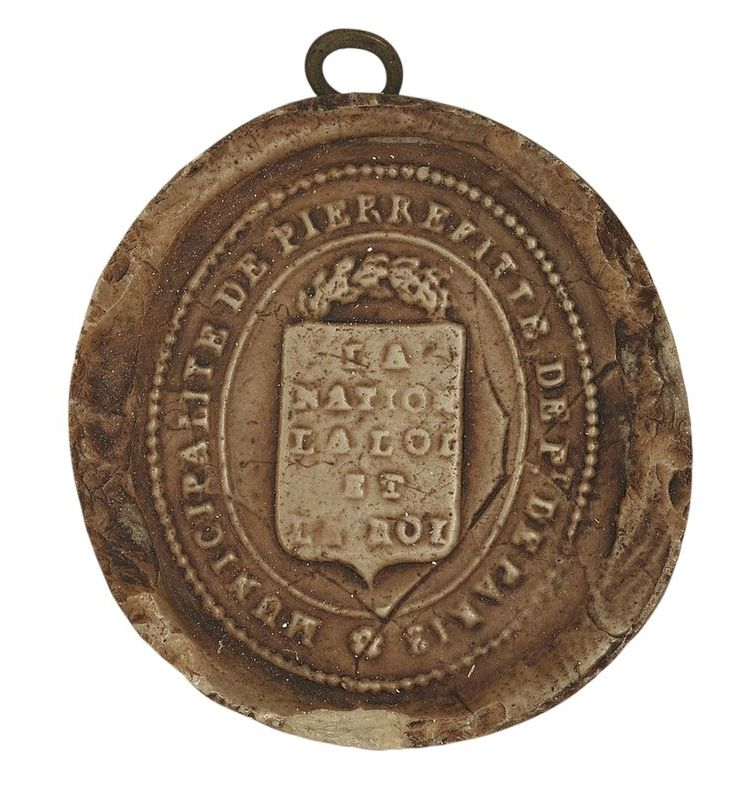
Sceau de Pierrefitte, 1791. Archives nationales, cote SC/S/381

### LeXIXesiècle
La commune est ainsi décrite en 1841 dans la Nouvelle histoire de Paris de Julien-Philippe de Gaulle : « Pierretitte, à 5 lieues nord de Paris, n'est remarquable par aucun monument. C'est un village dont l'histoire n'a rien de particulier.
Il renferme de jolies maisons. Sa seigneurie relevait, au XIIIe siècle, de l'abbaye de Saint-Denis. Elle en fut détachée plus tard, et donnée pendant l'invasion anglaise à un nommé Fréron qui avait favorisé l'entrée des Bourguignons dans Paris ».
En 1856, Pierrefitte est desservie par le chemin de fer avec la mise en service de la ligne de Paris-Nord à Lille, ce qui permet à la ville de devenir un lieu de petite villégiature pour des Parisiens aisés.
La ville est ravagée par les bombardements de la guerre franco-allemande de 1870. Le sommet de la butte Pinson est utilisé lors du siège de Paris de 1870, par les troupes prussiennes qui y installent dès le 21 septembre plusieurs batteries d'artillerie, dont les positions seront bombardées par l'artillerie des forts de la Briche et de la Double-Couronne et qui seront eux-mêmes bombardés.
L'armée française, dans le cadre du renforcement de la protection de la place fortifiée de Paris, aménage au sommet de la butte Pinson une fortification du système Séré de Rivières : la redoute de la Butte Pinson,..
En 1896, Pierrefitte est un bourg de 2 468 habitants dont l’activité économique dépend principalement de deux entreprises, l’une de tentures murales, dite Lincrusta Walton (en) avec 40 ouvriers, et l’autre de matériel de chemin de fer avec 30 ouvriers, auxquelles s’ajoute une maison d’épicerie en gros. L'agriculture est consacrée à la culture maraîchère et à l’horticulture, qui ont remplacé la fabrication du vin, les plants de vigne ayant peu à peu disparu.
Le bourg compte alors 383 maisons (dont 51 de deux étages et cinq de trois étages et plus) constituant 717 logements, ainsi que 32 ateliers et 47 commerces.
L'urbanisation de Pierrefitte a été fortement développée avec un accroissement de l'offre de trains de banlieue par la Compagnie des chemins de fer du Nord et le développement des quartiers de lotissement ouvriers, la Butte Pinson étant devenue un lieu où plusieurs guinguettes étaient aménagées pour le plaisir des habitants ainsi que des parisiens.

### LeXXesiècle

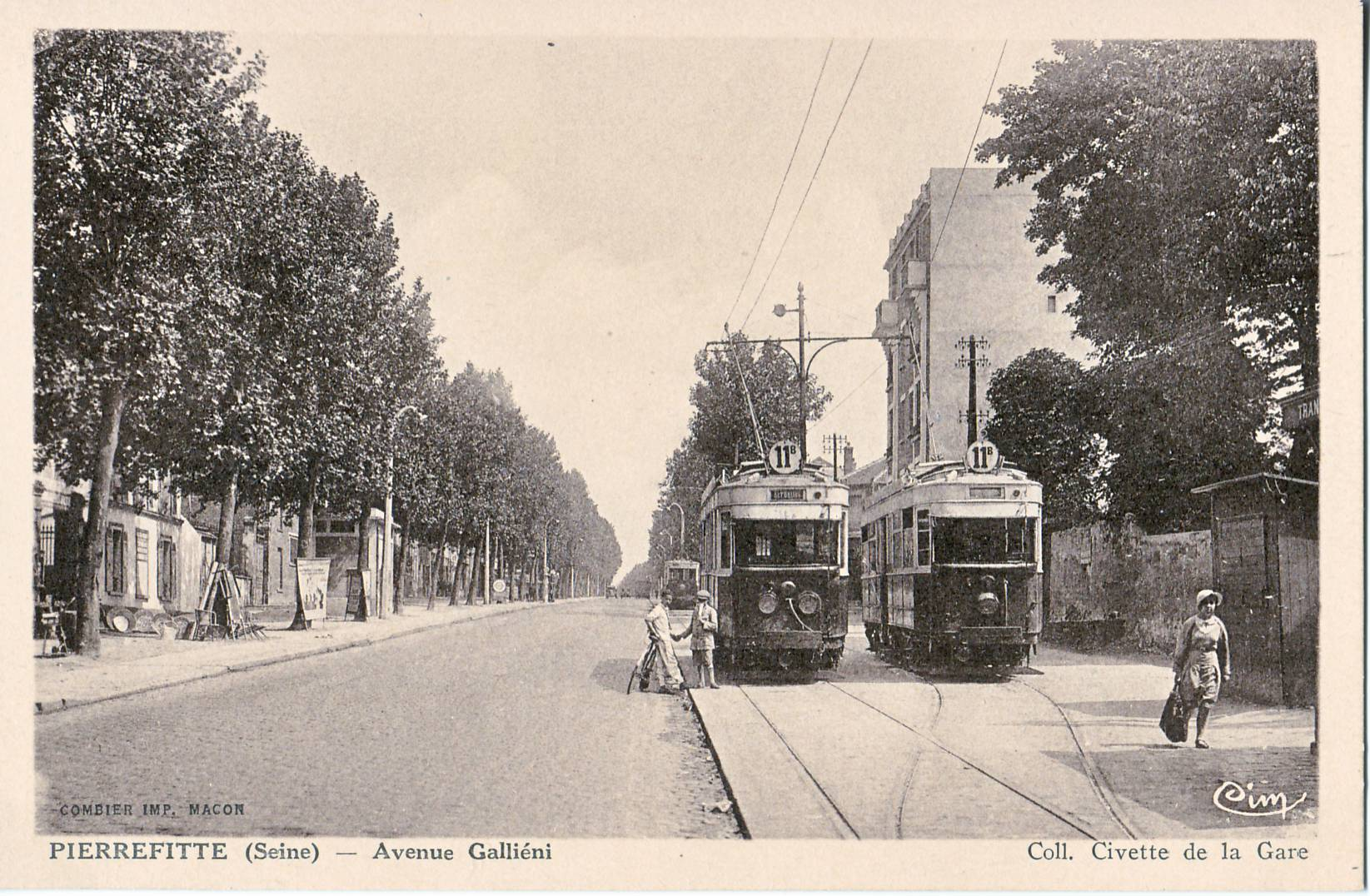
Le 11b, l'une des deux lignes de tramways qui desservaient Pierrefitte.

La ville a été desservie par trois lignes de tramways au début du XXe siècle :
- la ligne no 3 Mairie de Pierrefitte - Pont de Saint-Cloud des TMEP[32] par le Barrage (place du Général-Leclerc) et la gare de Saint-Denis et les quais rive droite, le pont de Saint-Ouen et les quais de la rive gauche.
Cette ligne a fonctionné du 27 août 1901 au 30 mai 1910
- la ligne PC de Mairie de Pierrefitte à porte de Clignancourt, créée par la TPDS, circule du 1er juin 1910 au 18 mai 1936. Lors de la fusion des compagnies de tramways au sein de la STCRP de 1921, cette ligne prend le no 65[33], et, en 1926, elle transporte 1 500 000 voyageurs par an.
- la ligne 11b de la STCRP Gare de l'Est - Barrage de Pierrefitte, créée le 1er mai 1922, passe alors par carrefour Pleyel, la porte de Paris, l'église Saint-Denys-de-l'Estrée et la place du Général-Leclerc à Saint-Denis (Seine-Saint-Denis), et transporte 4 400 000 voyageurs en 1926. En 1930 environ, il y a 7 départs à l'heure de pointe et 3 en heure creuse pour la porte de Clignancourt (ligne 65) en correspondance avec le métro, ainsi que la place de la République (11b). Il faut alors 34 minutes pour faire le trajet Pierrefitte - Porte de Clignancourt[34].

Les deux lignes de tramway sont supprimées par la Société des transports en commun de la région parisienne le 18 mai 1936 : l'ensemble du secteur est désormais desservi par des autobus, alors considérés comme plus modernes.

Pierrefitte au tout début du XXe siècle
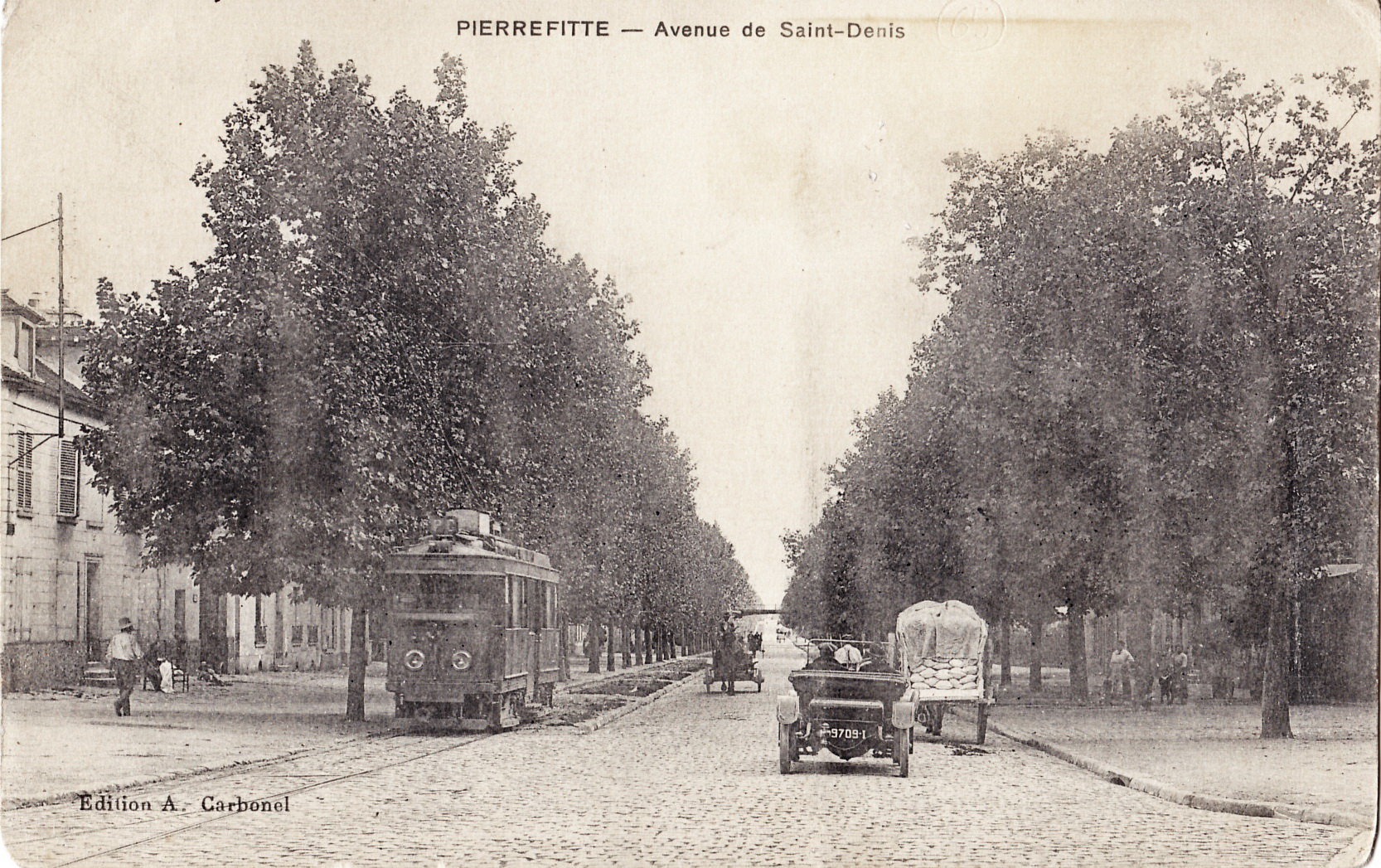
Tramway de la ligne PC (Pierrefitte - Porte de Clignancourt) des TPDS sur l'actuelle avenue Lénine, vers 1910.
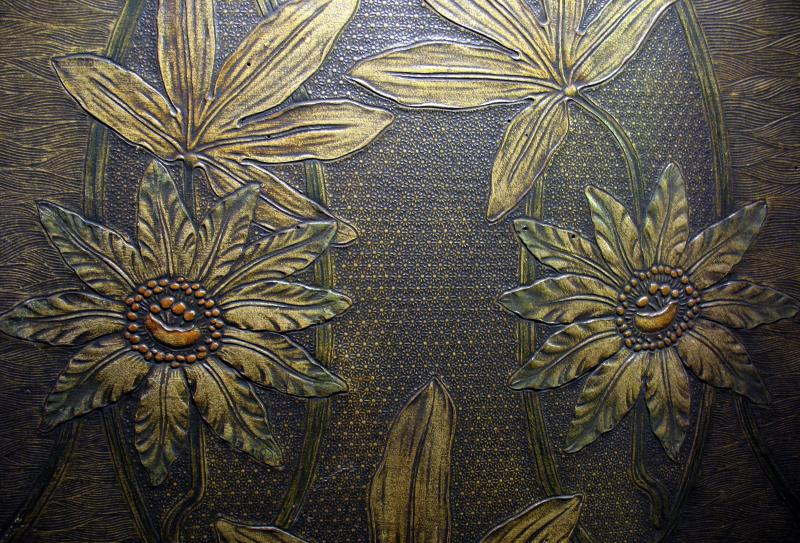
Tenture murale produite par Lincrusta vers 1901.
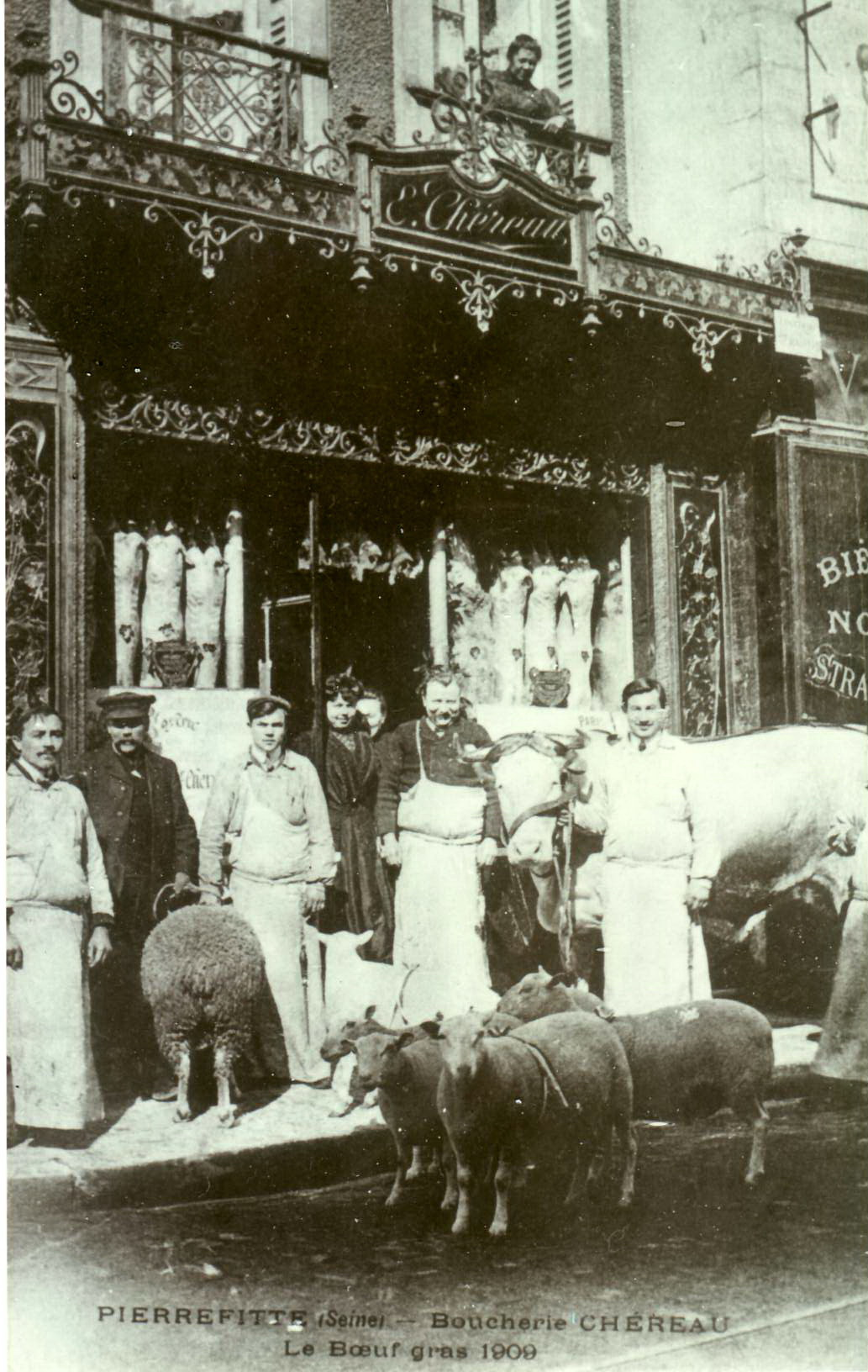
Une boucherie en 1909.
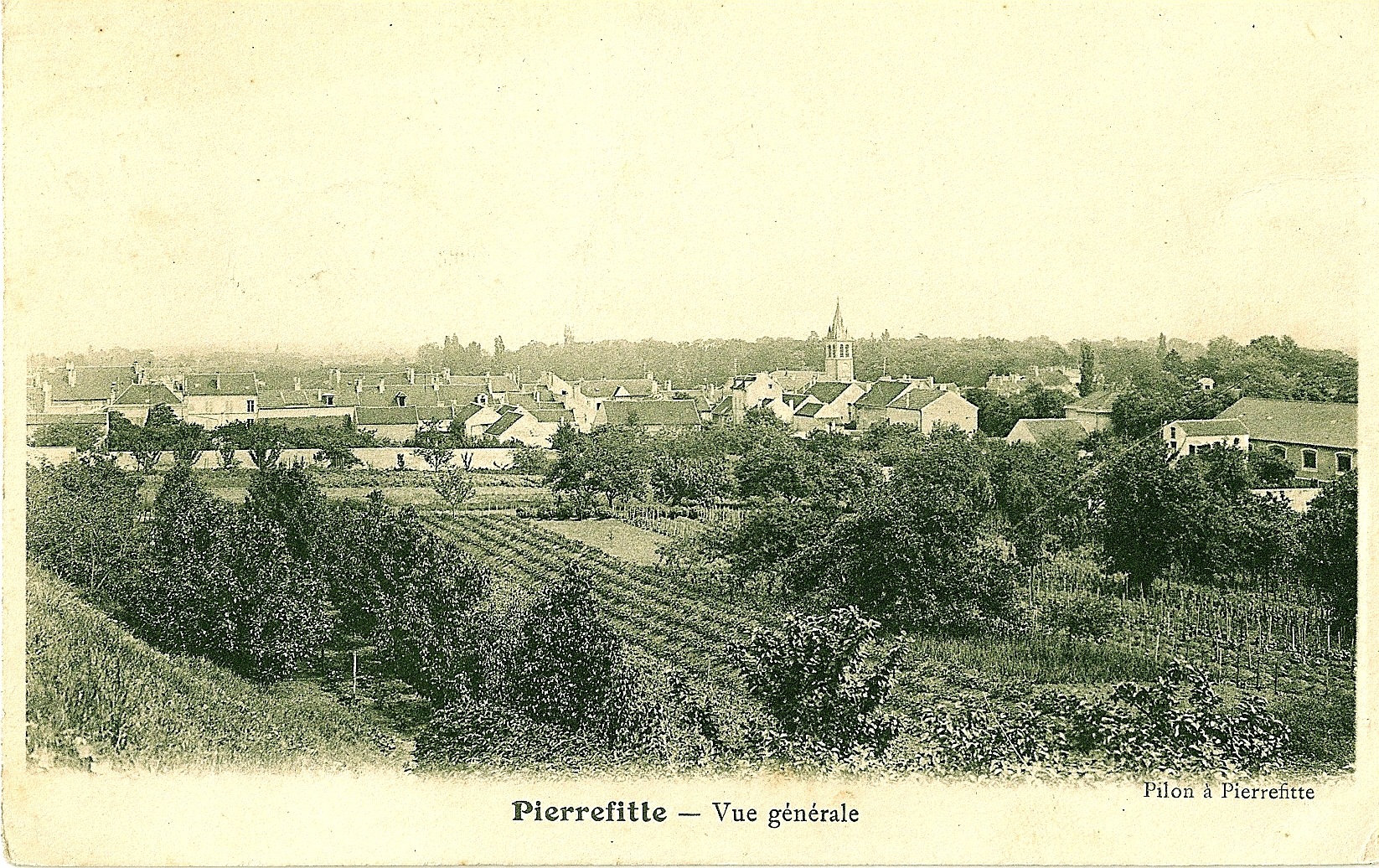
L'activité agricole n'a cessé à Pierrefitte qu'après la Seconde Guerre mondiale.
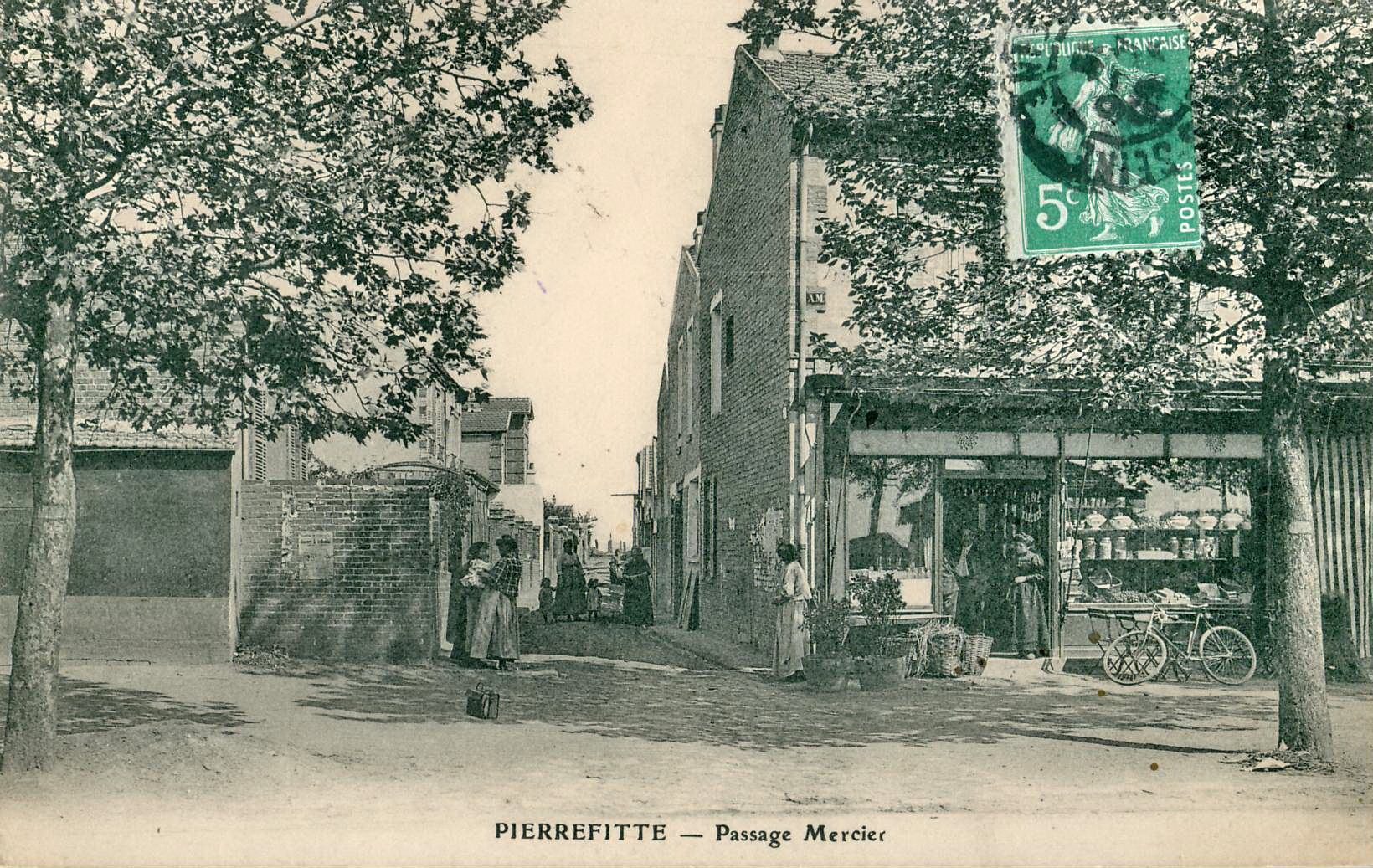
Le Petit Pierrefitte est un quartier situé en limite de Saint-Denis, toujours marqué par ses ruelles perpendiculaires à la RN 1.

Avant la Seconde Guerre mondiale, Albert Richard (1894-1944) dirige la ville pour le PCF. toutefois, influencé par l'ancien maire de Saint-Denis Jacques Doriot, il rejoint le Parti populaire français, de tendance fasciste.
Dans les années 1930, il est envisagé de faire passer par la Butte Pinson le projet d'autoroute B16 (de Moisselles à Villeneuve-la-Garenne) et par l'actuelle RD28 le projet d'autoroute F2, projets qui seront abandonnés dans les années 1970,,.
Seconde Guerre mondiale
En janvier 1940, pendant la Drôle de guerre, six trains sanitaires sont stationnés au dépôt des Joncherolles. Des officiers, soldats et infirmiers sont logés chez les habitants.
Lors de la Bataille de France, le 14 juin 1940, les Allemands entrent dans la ville. Certains noms de rue changent, comme le boulevard Chamberlain qui devient le boulevard Maréchal-Pétain (Aujourd'hui, boulevard Charles-de-Gaulle).
Le 12 août 1944, les Forces françaises de l'intérieur (FFI) s'affrontent aux occupants. Deux blindés allemands sont jetés dans un fossé de la ligne de chemin de fer, un soldat allemand est tué avenue de la République. Neuf otages sont fusillés en représailles.
Pierrefitte est libérée d'abord par les FFI le 20 août, puis par la 2e division blindée entrée à Pierrefitte le 27 août. Ce même jour, le commandant Massu aborde la redoute de la Butte-Pinson vers 14 h et se heurte à une vive résistance. La bataille dure jusqu'à 19 h avant que la position ne tombe.
363 Pierrefittois auraient été appréhendés pour le Service du travail obligatoire (STO).
À la Libération, le 27 août 1944 par la division Leclerc, Raymond Picard prend la succession des maires nommés par le régime de Vichy. A noter que Raymond Dirr, désigné par Vichy, a été abattu en pleine rue par des Résistants. Un tableau reprenant l'ensemble des maires de Pierrefitte et leurs adjoints depuis la Révolution française a été installé à l'occasion des Journées européennes du patrimoine 2024 à l'entresol de l'Hôtel de ville[réf. nécessaire].
En mai 1968, plusieurs usines sont occupées. Après la dissolution de 1968, le député communiste Étienne Fajon est néanmoins réélu.

### LeXXIesiècle

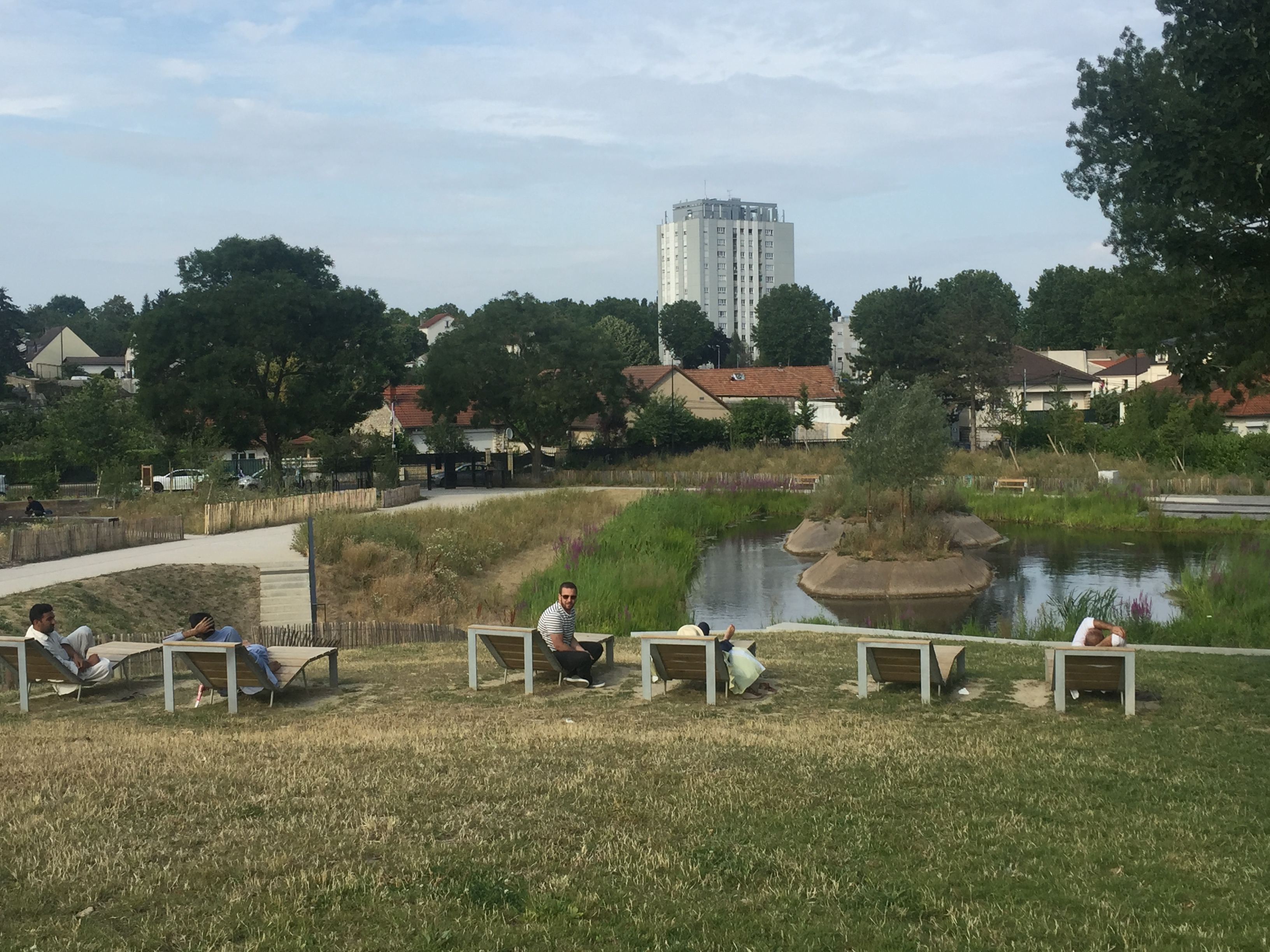
Le parc de la République en 2019. Au loin, la tour de l'avenue Gallieni.

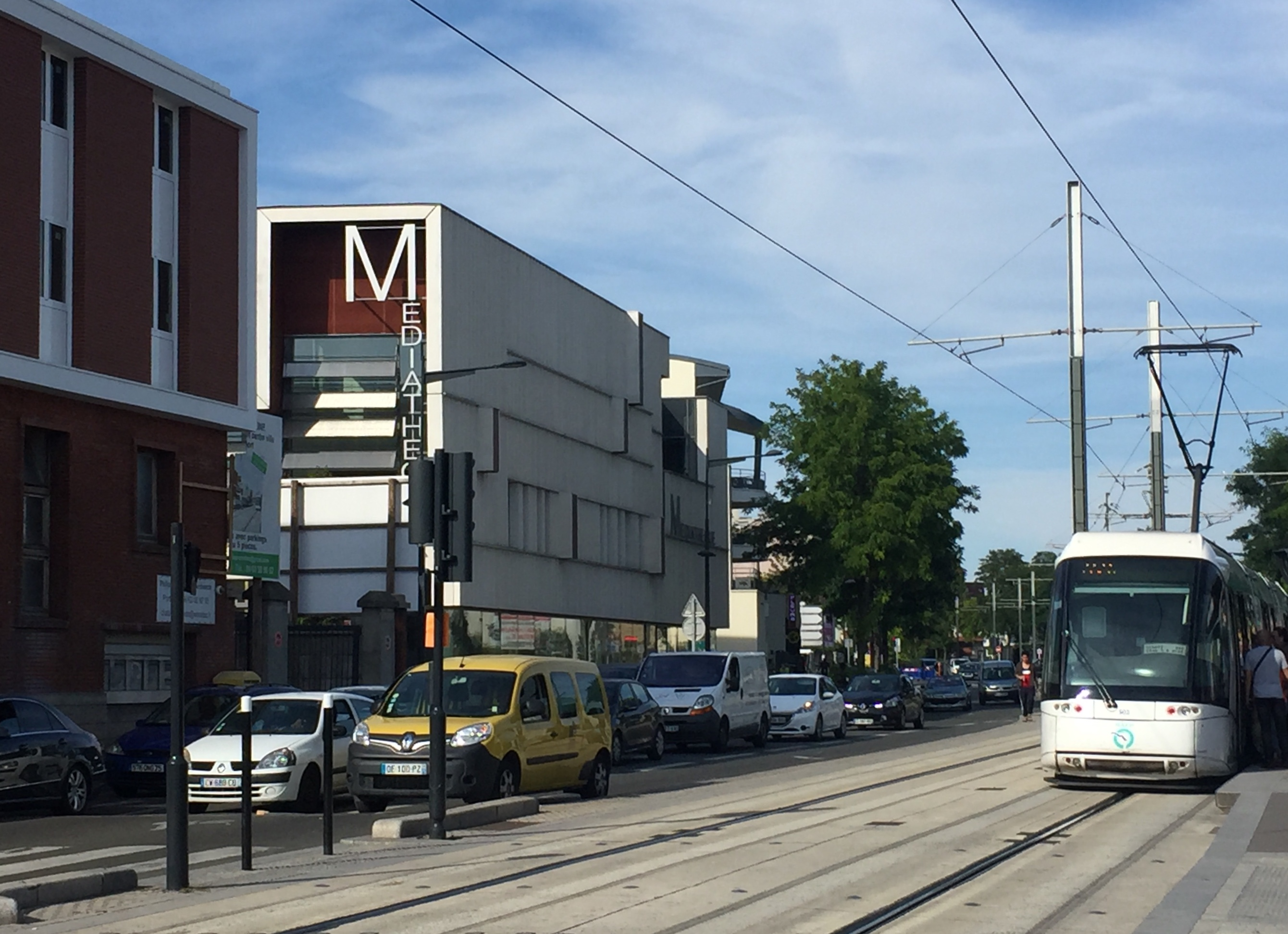
La médiathèque Flora-Tristan.

Dans le cadre de son développement et des besoins de logements des années 1970, la ville avait confié aux architectes Yves et Luc Euvremer (1978–1983 en collaboration avec Jean Renaudie) et Mila et Geronimo Padron-Lopez la réalisation d'un ensemble d’habitat social d'environ 900 logements réalisés entre 1973 et 1994 dans le cadre de la ZAC du Barrage dont les premières études remontent à 1963.
Compte tenu des grandes difficultés sociales et des nombreux dysfonctionnements de cet ensemble, la municipalité, Plaine Commune et l'ANRU ont décidé en 2007 sa démolition dans le cadre de la réalisation d'une nouvelle ZAC, ce qui a amené une importante mobilisation d'architectes, émus par le sort promis à cet habitat social des années 1980 qu’ils considèrent comme une œuvre architecturale et urbaine majeure.
Le tribunal administratif de Montreuil a rejeté leur recours, estimant « que la réalisation de la cité Desnos, si ce n’est sa conception même, n’a pas atteint les objectifs poursuivis par son concepteur en matière d’écologie et de qualité de vie de ses habitants ». Après avoir relevé les spécificités formelles de ces logements, « le tribunal en déduit naturellement que la cité Desnos ne peut être regardée comme un symbole d’une période de l’histoire de l’architecture, qui ferait partie d’un patrimoine à protéger ou à mettre en valeur. »,,. Les bâtiments sont démolis en 2010-2011 après le relogement de l'ensemble des habitants, et l'aménagement de la ZAC des Poètes, s'est poursuivi depuis, avec la création de nouveaux immeubles d'habitation et d'équipements publics (Centre social et culturel, grand gymnase baptisé Palais des sports Pierre Machon, groupe scolaire Danielle Mitterrand, extension et rénovation du vieux groupe scolaire Eugène Varlin, nouvelles voiries reliant le quartier à la commune voisine de Sarcelles ...)

### Fusion avec Saint-Denis
En avril 2023, les maires de Pierrefitte-sur-Seine Michel Fourcade et Saint-Denis Mathieu Hanotin  annoncent entamer la procédure de création pour janvier 2025 d'une commune nouvelle devant faire de Pierrefitte-sur-Seine une commune déléguée,. La fusion est votée par les majorités socialistes et écologistes des deux villes le 30 mai 2024, le conseil municipal de Pierrefitte-sur-Seine s'exprimant en faveur par 26 voix sur 36 et celui de Saint-Denis, en faveur par 45 voix sur 55. Le préfet de la Seine-Saint-Denis prononce la fusion par un arrêté du 13 juin 2024 avec prise d'effet au 1er janvier 2025, et qui crée les communes déléguées de Saint-Denis et de Pierrefitte-sur-Seine,,,. Saint-Denis étant de justesse sous la barre des 150 000 habitants en janvier 2025, elle bénéficie de la dotation d'amorçage prévue pour les communes nouvelles, représentant 6,75 millions d'euros sur trois ans.
Le maire de Saint-Denis affirme qu'il s'agit d'un « choix historique qui permettra aux deux communes d’être, ensemble, plus fortes financièrement et de peser davantage au sein de la région face à la capitale » ». Cette fusion est critiquée par les oppositions municipales, qui la présentent comme une absorption de Pierrefitte par Saint-Denis, et qui estiment que la fusion serait un stratagème électoral devant faciliter la réélection de Mathieu Hanotin aux municipales de 2026 et à la présidence de Plaine Commune. Le député communiste Stéphane Peu rappelle que « cette proposition n’existait pas dans les programmes lors des élections municipales de 2020 ».

## Politique et administration

Logo de la ville.

### Rattachements administratifs et électoraux
Antérieurement à la loi du 10 juillet 1964, la commune faisait partie du département de la Seine. La réorganisation de la région parisienne en 1964 fit que la commune appartient désormais au département de la Seine-Saint-Denis après un transfert administratif effectif au 1er janvier 1968. Elle fait partie de l'arrondissement de Saint-Denis de ce département depuis 1993.
Pour l'élection des députés, le territoire de l'ancienne commune de  Pierrefitte-sur-Seine fait partie du 2e circonscription avec les anciens cantons de Saint-Denis-Nord-Ouest et Saint-Denis-Nord Est.
Elle faisait partie de 1801 à 1893 du canton de Saint-Denis, année où elle intègre jusqu'en 1912 le canton d'Aubervilliers, puis réintègre le canton de Saint-Denis du département de la Seine. Lors de la mise en place de la Seine-Saint-Denis, elle est rattachée en 1967 au canton de Stains puis, en 1976, devient le chef-lieu du canton de Pierrefitte-sur-Seine. Dans le cadre du redécoupage cantonal de 2014 en France, le territoire de l'ancienne commune fait désormais partie du canton d'Épinay-sur-Seine.
Depuis la fusion avec Saint-Denis intervenue le 1er janvier 2025, Pierrefitte est devenu une commune déléguée de la commune nouvelle de Saint-Denis

### Intercommunalité
La ville était membre fondateur de la communauté de communes « Plaine Commune », créée en 1999 et transformée en 2000 en communauté d'agglomération Plaine Commune.
Dans le cadre de la mise en œuvre de la volonté gouvernementale de favoriser le développement du centre de l'agglomération parisienne comme pôle mondial est créée, le 1er janvier 2016, la métropole du Grand Paris (MGP), dont la commune est membre.
La loi portant nouvelle organisation territoriale de la République du 7 août 2015 prévoit également la création de nouvelles structures administratives regroupant les communes membres de la métropole, constituées d'ensembles de plus de 300 000 habitants, et dotées de nombreuses compétences, les établissements publics territoriaux (EPT).
La commune a donc également été intégrée le 1er janvier 2016 à l'établissement public territorial Plaine Commune, qui succède à la communauté d'agglomération éponyme.
Depuis le 1er janvier 2025 seule la commune nouvelle de Saint-Denis est membre de ces structures intercommunales.

### Tendances politiques et résultats

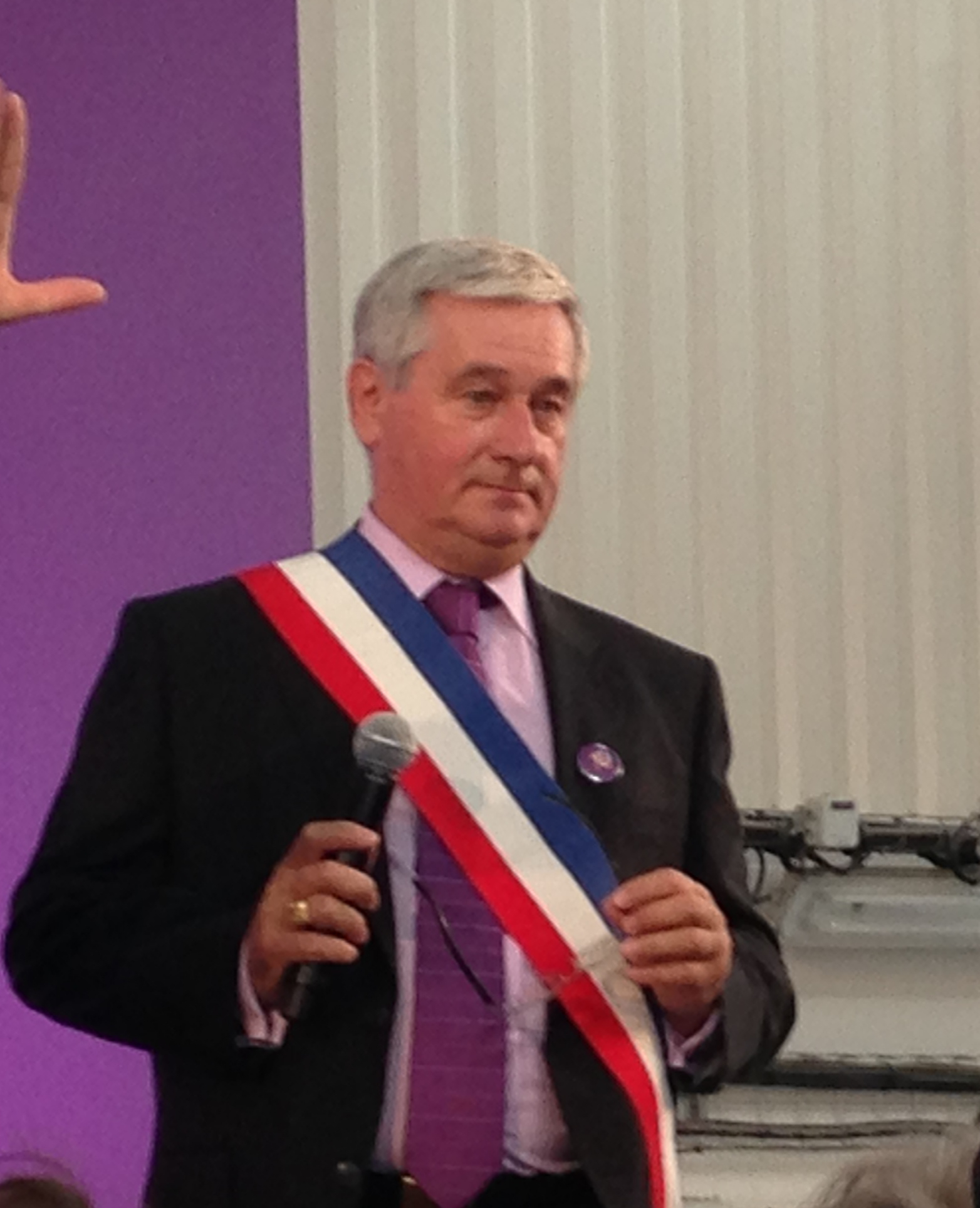
Michel Fourcade, lors de l'inauguration de la ligne 5 du tramway d'Île-de-France en 2013.

Depuis 1945, la ville n'a compté que cinq maires : Raymond Picard, Roger Fréville (PCF), Daniel Bioton (PCF), Catherine Hanriot (PCF) et Michel Fourcade (PS). La ville a eu le même premier maire-adjoint de 1983 à 2008, François Colombani, militant du PCF (qui était déjà second adjoint de 1977 à 1983).
Figure marquante de l'histoire locale, Roger Fréville avait fait du sport une de ses priorités dans le cadre des reconstructions d'après-guerre, c'est notamment pour cette raison que son nom a été donné au complexe sportif, rue Nungesser-et-Coli, inauguré en 1994.
Après avoir ravi le siège de conseiller général du canton de Pierrefitte-sur-Seine au maire PCF Catherine Hanriot lors des cantonales de 2004, Michel Fourcade arrive en tête du premier tour des municipales 2008 à la tête d'une liste de rassemblement notamment du PS, des Verts et de représentants de la société civile contre le PCF. Au second tour, la liste du PCF a fusionné avec celle conduite par le socialiste Michel Fourcade et cette liste d'union a remporté le second tour du 16 mars 2008 par 65,9 % des exprimés face à la liste Bazeli (UMP).
Lors du premier tour des élections municipales de 2014 dans la Seine-Saint-Denis, la liste PS-EELV menée par le maire sortant Michel Fourcade obtient une large majorité absolue des suffrages exprimés, avec 2 451 voix, 51,27 %, 27 conseillers municipaux élus dont 	5 communautaires), devançant les listes menées respectivement par : 

- Farid Aïd (FG, 1 329 voix, 27,80%, 5 conseillers municipaux élus dont 1  communautaire) ;

- Pascal Kouppe (UDI, 1 000 voix, 20,92 %, 3 conseillers municipaux élus).

Lors de ce scrutin, 28,25 % des électeurs se sont abstenus
Lors du second tour des élections municipales de 2020 dans la Seine-Saint-Denis, la liste  PS - GRS - RDG menée par le maire sortant Michel Fourcade — qui bénéficie de la fusion de la liste EÉLV - AÉI menée par Dominique Carré — obtient la majorité absolue des suffrages exprimés, avec 1 851 voix (51,87 %, 30 conseillers municipaux élus dont 1 métropolitain), devançant largement les listes menées respectivement par : 

- Farid Aïd 	(PCF - LFI - PRG - FG - PG — fusionnée avec la liste DVG de  Fanny Younsi  — 1 316 voix, 36,88 %, 7 conseillers municipaux élus) ;

- Pascal Kouppé de K Martin 	(UDI - LR - LC, 401 voix, 11,23 %,	2 conseillers municipaux élus).

Lors de ce scrutin marqué par la pandémie de Covid-19 en France, 67,98 % des électeurs se sont abstenus.

### Liste des maires
| Période        | Période        | Identité          | Étiquette | Qualité |
| -------------- | -------------- | ----------------- | --------- | --- |
| 1944           | 1945           | Raymond Picard    |           | Président du Comité local de libération                                                                                                |
| 1945           | 1971           | Roger Fréville    | PCF       | Menuisier |
| 1971           | septembre 1998 | Daniel Bioton,    | PCF       | Instituteur Député suppléant de Marcelin Berthelot (1988 → 1993) puis de Patrick Braouezec (1993 → 1997) Démissionnaire                |
| septembre 1998 | mars 2008      | Catherine Hanriot | PCF       | Conseillère générale de Pierrefitte-sur-Seine (1998 → 2004)                                                                            |
| mars 2008      | décembre 2024  | Michel Fourcade,  | PS        | Agent PTT puis La Poste Conseiller général de Pierrefitte-sur-Seine (2004 → 2015) Conseiller départemental d'Épinay-sur-Seine (2015 →) |

| Période      | Période                      | Identité        | Étiquette | Qualité |
| ------------ | ---------------------------- | --------------- | --------- | --- |
| janvier 2025 | En cours (au 4 janvier 2025) | Michel Fourcade | PS        | Agent PTT puis La Poste Maire-adjoint de Saint-Denis (2025 → ) Conseiller départemental d'Épinay-sur-Seine (2015 →) |

### Jumelages
- Rüdersdorf bei Berlin (Allemagne) depuis 1966.
- Braintree (Royaume-Uni) depuis 1967,[78].

La ville a également conclu deux conventions de coopération décentralisée avec
- la commune de  Koussané (Mali) depuis 2003
- et le  camp de réfugiés de Kalandja (Palestine) depuis 2004[23].

## Population et société

### Démographie
Évolution démographique
L'évolution du nombre d'habitants est connue à travers les recensements de la population effectués dans la commune depuis 1793. Pour les communes de plus de 10 000 habitants les recensements ont lieu chaque année à la suite d'une enquête par sondage auprès d'un échantillon d'adresses représentant 8 % de leurs logements, contrairement aux autres communes qui ont un recensement réel tous les cinq ans,.

En 2022, la commune comptait 33 670 habitants, en évolution de +13,72 % par rapport à 2016 (Seine-Saint-Denis : +4,67 %, France hors Mayotte : +2,11 %).
| 1793 | 1800 | 1806 | 1821 | 1831 | 1836 | 1841 | 1846 | 1851 |
| ---- | ---- | ---- | ---- | ---- | ---- | ---- | ---- | ---- |
| 750  | 706  | 734  | 705  | 812  | 789  | 827  | 813  | 808  |

| 1856 | 1861 | 1866  | 1872  | 1876  | 1881  | 1886  | 1891  | 1896  |
| ---- | ---- | ----- | ----- | ----- | ----- | ----- | ----- | ----- |
| 829  | 915  | 1 075 | 1 157 | 1 151 | 1 346 | 1 609 | 1 824 | 2 468 |

| 1901  | 1906  | 1911  | 1921  | 1926  | 1931   | 1936   | 1946   | 1954   |
| ----- | ----- | ----- | ----- | ----- | ------ | ------ | ------ | ------ |
| 2 863 | 3 349 | 4 268 | 5 987 | 8 609 | 11 645 | 12 575 | 12 100 | 12 867 |

| 1962   | 1968   | 1975   | 1982   | 1990   | 1999   | 2006   | 2011   | 2016   |
| ------ | ------ | ------ | ------ | ------ | ------ | ------ | ------ | ------ |
| 14 770 | 19 017 | 20 819 | 22 366 | 23 822 | 25 816 | 27 532 | 28 026 | 29 608 |

| 2021   | 2022   | - | - | - | - | - | - | - |
| ------ | ------ | - | - | - | - | - | - | - |
| 32 379 | 33 670 | - | - | - | - | - | - | - |

La ville dispose du cimetière communal de Pierrefitte-sur-Seine et Cimetière intercommunal des Joncherolles.
Immigration
En 1999, 64,5 % des jeunes de moins de 18 ans étaient d'origine étrangère (au moins un parent immigré). En 2018, d'après un sondage mené par l'INSEE, il a été relevé que 33,5% de la population de Pierrefitte-Sur-Seine est étrangère et 41% de ses habitants sont des immigrés.

### Enseignement
En termes de structures d'accueil des enfants en bas âge jusqu'à leur majorité, la ville de Pierrefitte dispose en 2020 :
- deux crèches municipales : les crèches collectives Eugénie-Cotton et Louise-Michel ; deux halte-jeux (Françoise-Dolto et Donald Winnicott) ; la crèche familiale Jeanne-Alexandre ; deux crèches associatives (l'Arche de Noë et l'Envol) ; la maison d'assistantes maternelles Arc-en-ciel ; deux micro-crèches.
- Quatre écoles maternelles : école Ethel-Rosenberg, école des Fortes Terres, école Henri-Wallon, école Jacques-Prévert.
- L'école élémentaire Roselyne-Boivin, à laquelle doit être adjointe une maternelle
- Six groupes scolaires associant maternelle et primaire :
  - Écoles Eugène-Varlin et Danielle-Mitterrand, dans les quartiers nord.
  - École Jean-Jaurès, au centre-ville/Butte-Pinson.
  - École Frédérick-Lemaître, près de la gare RER.
  - Écoles Joliot-Curie (une maternelle, deux primaires) et Anatole-France au sud de la ville.
- Deux collèges :
  - le collège Gustave-Courbet[83] qui se situe rue François-Mitterrand (ex-rue Ernest-Fabre), au sud de la ville et dans le quartier du Petit-Pierrefitte. 
À son inauguration, le 26 octobre 1974, le collège Gustave-Courbet, conçu par les architectes Jacques Kalisz et Gilbert-Paul Bertrand, était un collège d'enseignement secondaire (CES), dont la réalisation est intervenue au moment des grands chantiers éducatifs des années 70, destinés à accueillir l'arrivée d'une nouvelle classe d'âge dans le second degré. 
L'établissement scolarisait alors 1200 élèves, dont 96 en section d'éducation spécialisé (SES). Les classes SES ayant disparu en 1996, le collège accueille désormais une section d'enseignement général et professionnel adapté (SEGPA). Ses nouveaux locaux reconstruits ont été inaugurés en 2019.
  - le collège Pablo-Neruda[84], conçu par les architectes BMC architectes, Arnaud Bical, Rémi Martinelli, Laurent Courcier, livré en 1993 et qui, lui, est situé au nord de la commune.
  - Le collège Lucie-Aubrac est lui situé à Villetaneuse, mais, situé en limite de Pierrefitte, il est également fréquenté des élèves de la ville[85] conçu par Jacques Soucheyre. Ce collège a été inauguré en 2003.
- Le lycée polyvalent Maurice-Utrillo situé à Stains accueillait la plupart des élèves pierrefittois, mais un nouveau lycée, baptisé Joséphine Baker, situé à Pierrefitte, aux abords du T11 et du RER D, a été mis en service par la Région Île-de-France à la rentrée 2021 et accueille une partie croissante des jeunes de la commune[86],[87].
- L'université Paris-VIII à Saint-Denis, est située en limite sud de Pierrefitte alors que l'université Paris-XIII à Villetaneuse est également proche par la RD 28.

### Équipements sportifs
La ville est dotée de trois équipements majeurs, le centre aquatique Claire-Supiot réalisé par le département dans le cadre de son plan piscine 2016-2021,,, et inauguré en mai 2022,  le complexe sportif Roger-Fréville et le palais des sports Pierre-Machon, ainsi que d'autres gymnases, terrains d'évolution et de courts de tennis.[Quand ?]
Le Pierrefitte FC est le club de foot de la ville et évolue majoritairement au niveau départemental du district de la Seine-Saint-Denis. Le club a par ailleurs remporté la Coupe départemental de Seine-Saint-Denis en Futsal Sénior, lors de la saison 2014-2015. L'Association sportive de Pierrefitte, forte de 11 sections regroupant autant de disciplines sportives, est connue pour ses résultats en athlétisme, étant le club formateur de jeunes évoluant au niveau national, voire international.

### Culture

#### Sport
La course cycliste Paris-Roubaix a débuté pendant longtemps devant un café de la RN 1, à l'entrée de Pierrefitte. Le départ de la course cycliste Paris-Lillers y est également attesté de 1937 à 1939.
Depuis 1975, le jeudi de l'ascension est l'occasion d'une grande course à pied populaire nommée les Foulées pierrefittoises.

#### Art
La commune organise pour la première fois en 2021 un festival intitulé Festiv’art en collaboration avec le conservatoire de musique et de danse de Pierrefitte.
La maison du peuple, accueille diverses activités culturelles : des concerts, des événements organisés par des associations, des pièces de théâtre, mais aussi la saison culturelle.

### Lieux de culte
La commune compte plusieurs lieux de culte :
- L'église Saint-Gervais Saint-Protais et l'église Sainte-Thérèse des Joncherolles (construite en 1960 par l'architecte Paul Vimond) accueillent le culte catholique.
- Plusieurs églises protestantes sont implantés à Pierrefitte : église adventiste du septième jour[102], église Bethel[103]...
La chapelle Notre-Dame-de-la-Reconnaissance, construite vers 1960, est également reconvertie en lieu de culte protestant.
- Pierrefitte compte une communauté des Témoins de Jéhovah[104].
- La communauté locale dispose d'une synagogue et célèbre les fêtes juives[105].
- Les lieux de culte musulman sont l'Association Islamique Pakistanaise[106] et une mosquée en construction sur un terrain acquis en 2017 rue Séverine[107],[108].

### Établissements de santé
La commune propose un large choix de cabinets médicaux libéraux et des établissements de santé :
- Le Centre Municipal de Santé (CMS) Jean-aimé Dolidier[109] qui accueille un large panel de soins tels que la médecine générale, la médecine spécialisée, un service infirmier, une diététicienne, des services de prévention et un accueil dédié aux femmes victimes de violences.
- Un centre de traitement et d'accueil des polytraumatisés crâniens.
- La clinique de soins de suites de Pierrefitte-Sur-Seine qui propose un service d’hospitalisation[110].

## Économie

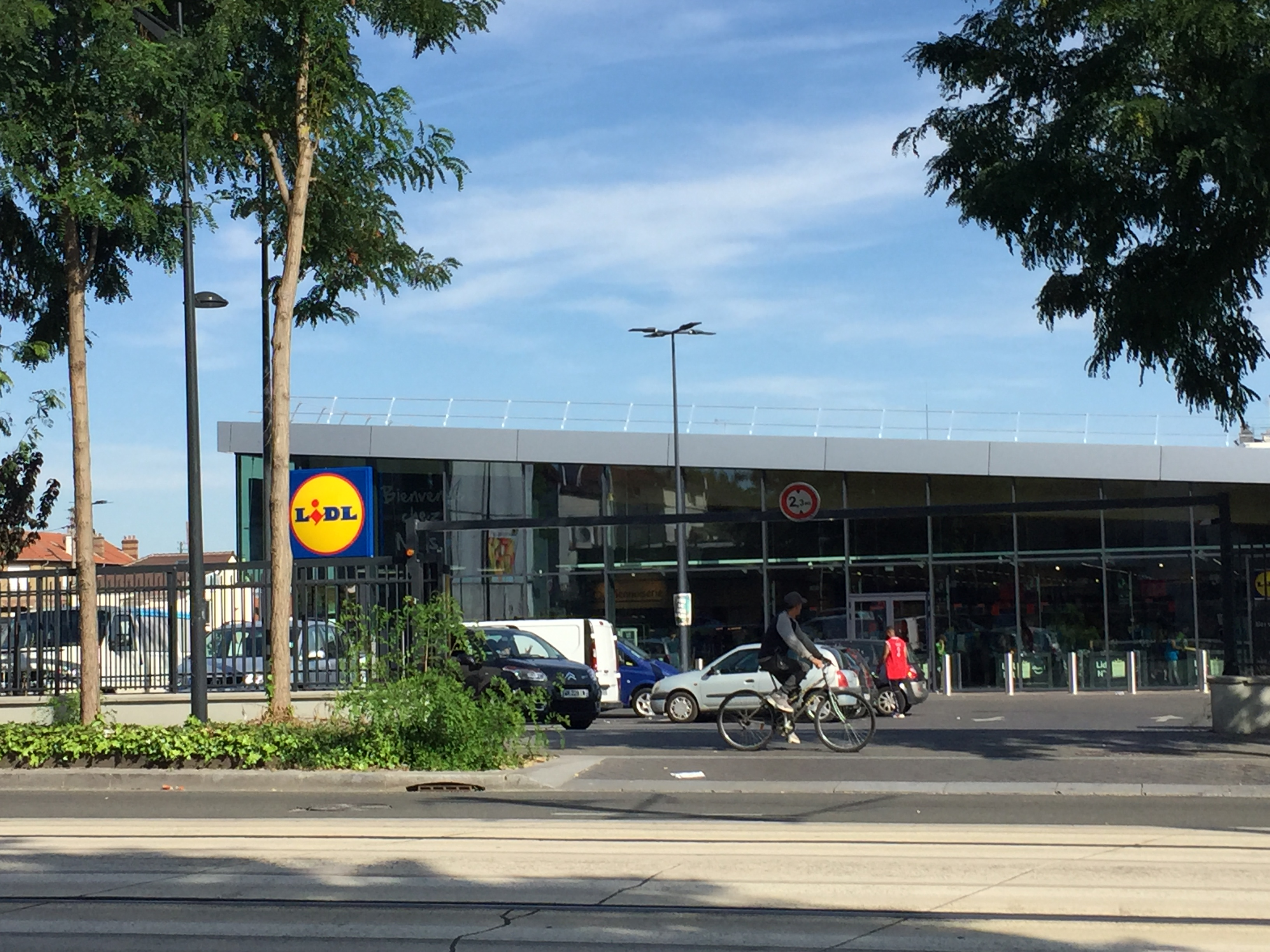
Le supermarché Lidl.

La commune a été moins marquée que les autres villes de Plaine Commune par la présence de la grande industrie depuis la fin du XIXe siècle jusqu'à la désindustrialisation de l'Île-de-France. D'importantes entreprises ont néanmoins eu un rôle économique à Pierrefitte.
Jusqu'en 2001, Pierrefitte a abrité les activités de l'entreprise de caviar et poissons fumés Petrossian.
En 2007-2008 on y dénombrait 423 entreprises. Les principales sont les Cartonnages Guillaume (95 emplois, fabrication de coffrets pour l'industrie du luxe), Delage Aéro (90 salariés, construction de pièces pour moteurs d'avions) et le CDIF (80 salariés, éco-entreprise : centre de tri).
Elle dispose également de plusieurs équipements importants de santé, avec le Centre médico psychologique (psychiatrie), dépendant de l’Établissement Public de Santé de Ville Evrard, la Maison de l'Alisier (foyer d’accueil pour les traumatisés crâniens), la clinique Victor Hugo Clinalliance, qui a ouvert en 2008, ainsi que le centre municipal de santé Jean-Aimé-Dolidier.
Plaine Commune a aménagé la zone d'activités le long de la future RD 28 prolongée ZAE de la Gare militaire, dont le promoteur est Spirit. On y trouve notamment le siège social et la brasserie Frogbeer :
La zone des Tartres
Desservie par la RD28, la zone des Tartres est un secteur aux limites de Pierrefitte-sur-Seine, Stains et Saint-Denis, occupé notamment par des maraîchers et des jardins ouvriers.
Les objectifs d'aménagement de cet espace de près de 110 hectares sont les suivants :
- accompagner les projets existants : l’extension de l’Université Paris-VIII (équipements sportifs), l’implantation des Archives nationales (cf. § Architecture contemporaine, ci-après), les projets de RD 28 et le pôle gare de la Tangentielle Nord
- valoriser l’activité économique en recherchant les meilleures localisations au regard des besoins locaux, notamment l’accueil de PME/PMI et d’entreprises artisanales, et de l’offre foncière disponible.
- conforter l’habitat dans un souci de diversification de l’offre et d’accompagnement des opérations de restructuration lourde du patrimoine.
- développer une dimension environnementale et paysagère du secteur dans un réseau d’échanges à l’échelle de Plaine-Commune et du département.

En 2020 est livré au pied de la gare du T11 un centre d'affaires de 25 000 m2 (sur la limite communale avec Stains) qui accueille un centre de recherche d’Engie, le Crigen (250 emplois), ainsi qu'un centre de formation de Total.

## Culture locale et patrimoine

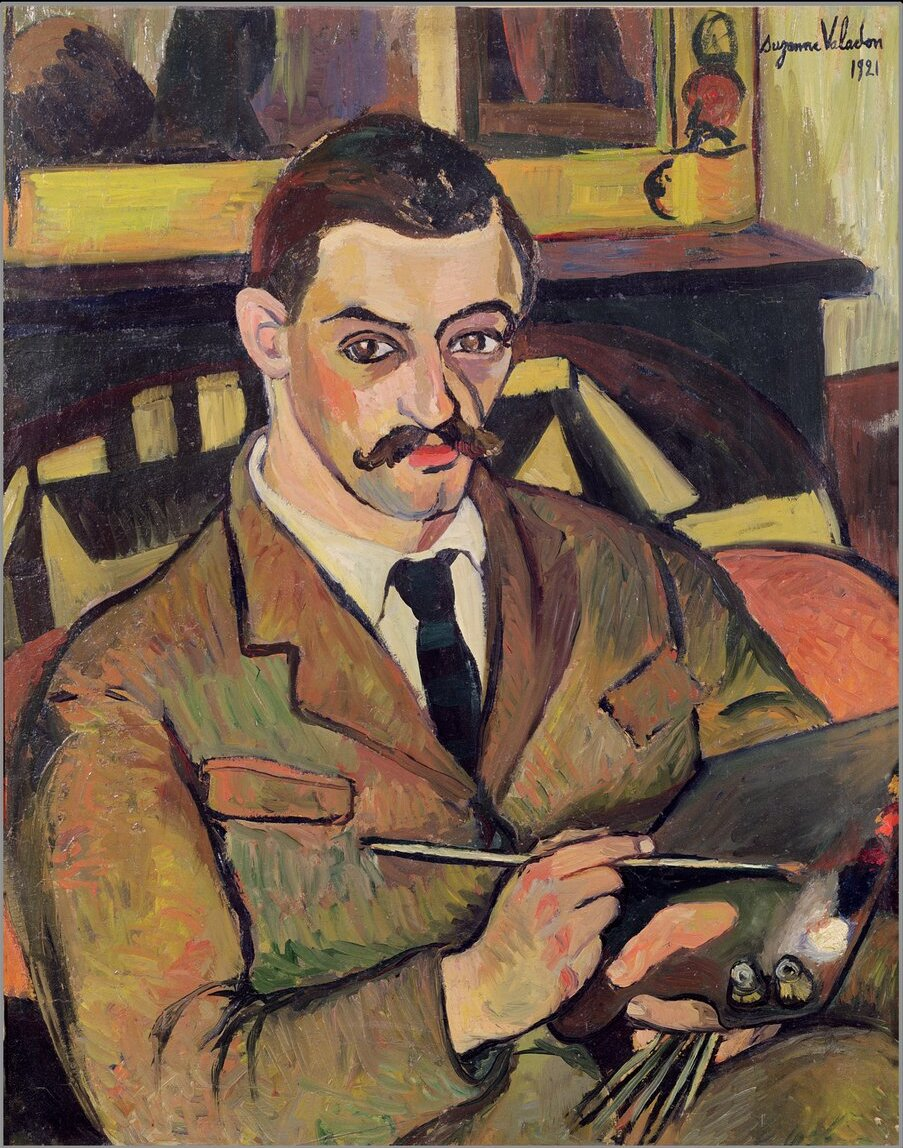
Maurice Utrillo peint par Suzanne Valadon.

### Lieux et monuments
Les contreforts de la Butte-Pinson se trouvent au nord-ouest de la commune.
Revenu dans la ville de son enfance, Maurice Utrillo y croqua le Café "le Chat sans Queue" (situé sur l'actuelle avenue Lénine) ou La Guinguette de la Butte-pinson. En 2010, son légataire testamentaire Jean Fabris - qui a rompu avec le musée Utrillo-Valadon de Sannois - y inaugure l'espace Utrillo, au sein du centre culturel. L'association veillant à la mémoire de l'œuvre d'Utrillo une quinzaine de tableaux, 15 000 photographies et de nombreux documents. Depuis 1997, le café cabaret "au trois francs six sous" se tient le premier samedi du mois place Jean-Jaurès
La ville a été le lieu de tournage de deux films :
- Mélodie en sous-sol de Henri Verneuil, 1963
- La Cité Rose de Julien Abraham, 2013

#### Architecture moderne
L’hôtel de ville

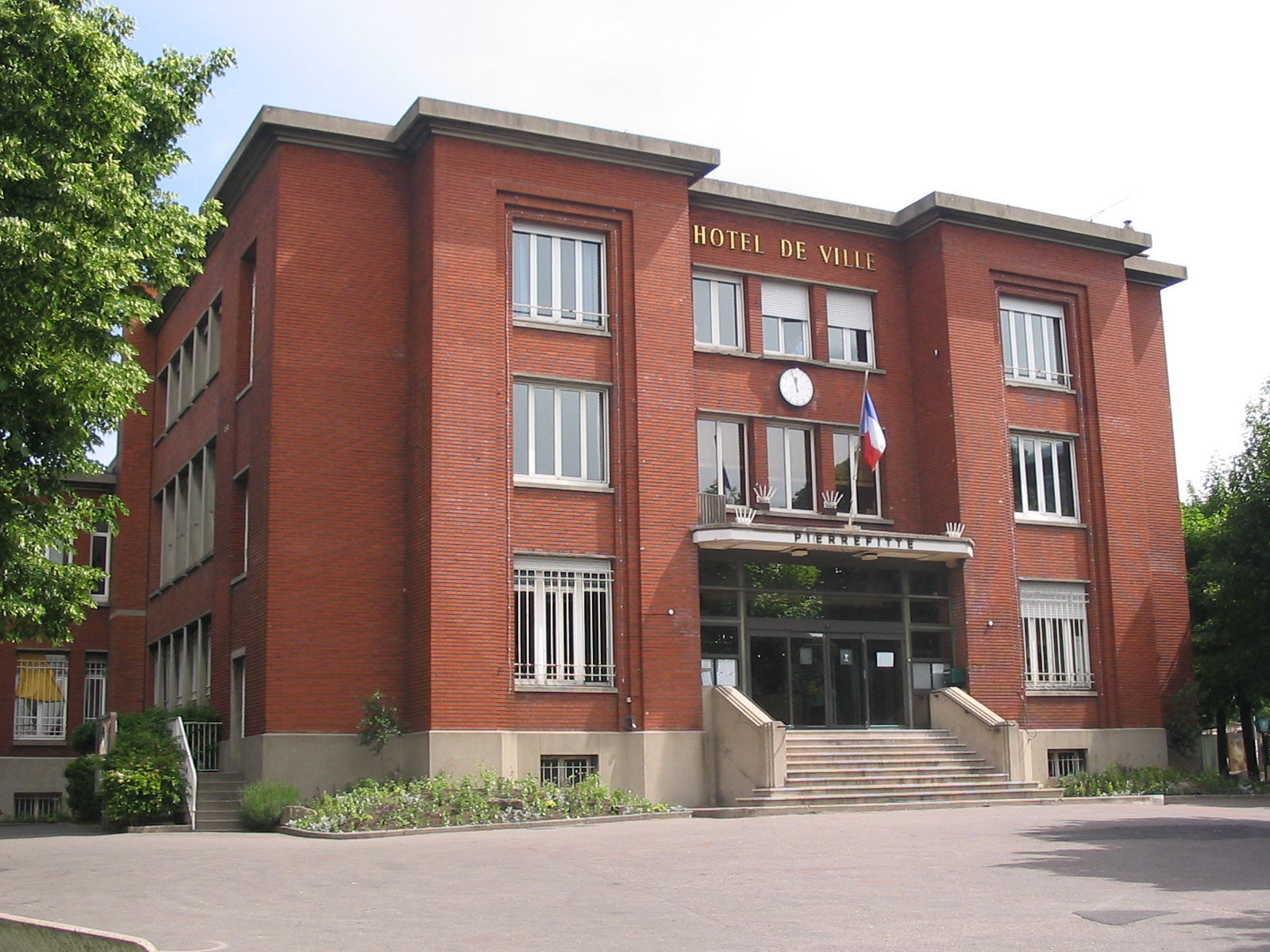
L'hôtel de ville en 2005, avant son agrandissement de 2009, qui l'a rendu accessible aux personnes handicapées.

L’hôtel de ville, agrandi durant l’Entre-deux-guerres puis à nouveau en 2009, a remplacé la mairie édifiée en 1849 sous l'administration de M. Lejeune, qui était édifiée à l’angle de la rue de Paris et de la rue Briais. Cet Hôtel de ville a pu être acquis au début du XXe siècle grâce au legs effectué par Madame Julie Potier, bienfaitrice de la commune
Place Jean-Jaurès, la Ville inaugure en 2016 une statue de Jean Jaurès, réalisée par le sculpteur, peintre officiel des Armées, Virgil, grâce à une souscription populaire. Il est aussi l'auteur de ''Amour de licornes'', une statue installée sur le parvis de l'Hôtel de ville.
L’église Saint-Gervais-Saint-Protais
L’église Saint-Gervais-Saint-Protais, construite sur les plans de l'architecte Lequeux, a été consacrée le 21 octobre 1857. Toutefois, les fonts baptismaux des XIIe et XIIIe siècles proviennent de l’église précédente. La cloche a été offerte par l’impératrice Eugénie.
 L'église était décrite comme suit en 1879 :

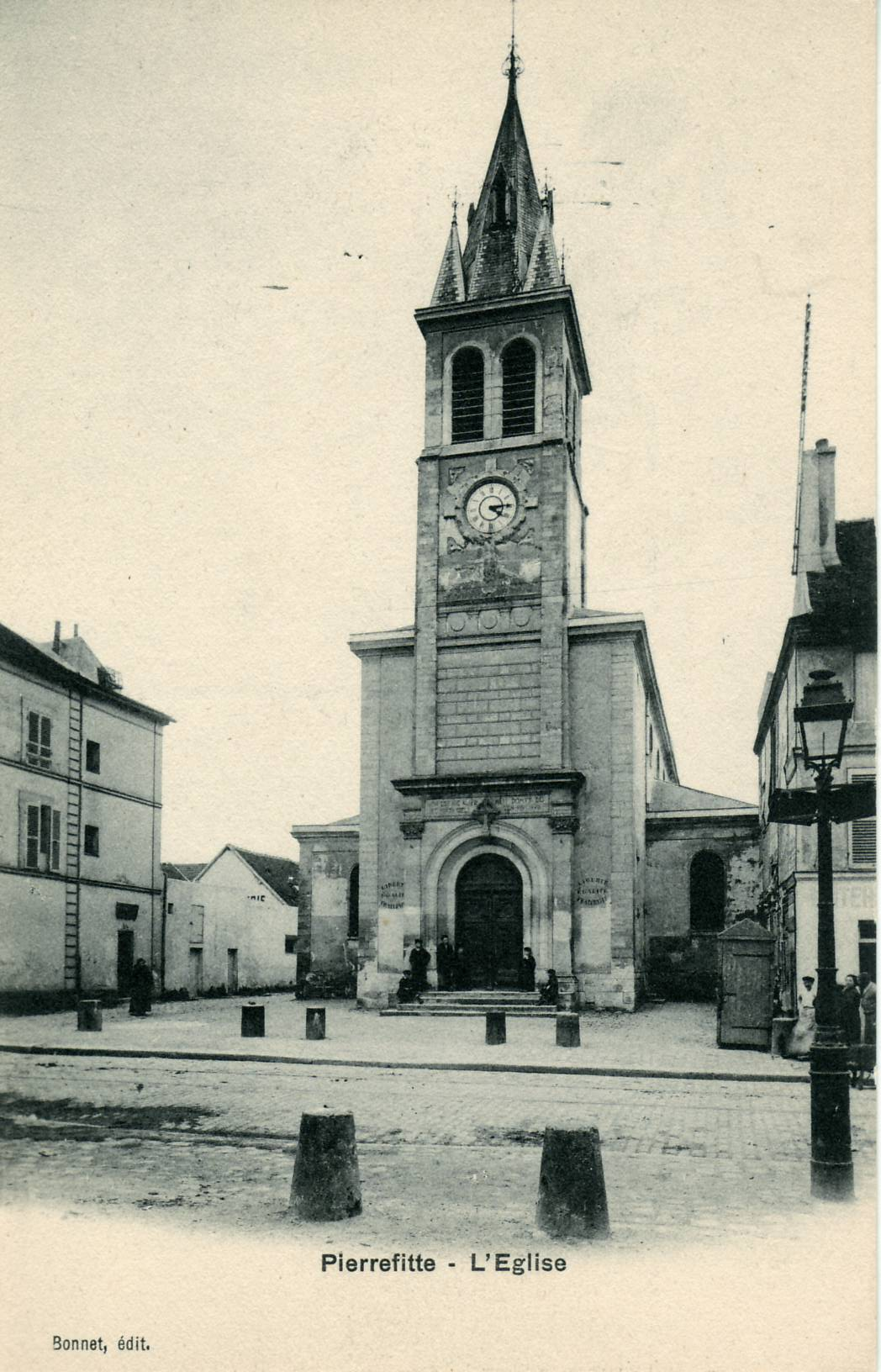
L’église Saint-Gervais-Saint-Protais au tout début du XXe siècle.

L’église « est située dans la Grand’Rue du village, et sa façade, légèrement en retrait, se compose, au premier plan, d'un avant-corps accusant la grande nef et, au deuxième plan, des façades des bas-côtés qui sont moins élevées et ajourées, chacune, par une fenêtre plein-cintre.
L’avant-corps présente, en son milieu, une grande tour carrée dont le soubassement est percé d'une porte plein-cintre, décorée de moulures et surmontée d'une croix. Elle est encadrée de deux pilastres composites, supportant un entablement dont l'architrave est interrompue par un tableau qui porte cette inscription : « NON EST HIC ALIUD NISI DOMUS DEI ET PORTA COELI. GEN., XXVIII, XVII ».
Au-dessus de cet entablement s'élève la tour proprement dite, décorée de refends et de bossages, interrompus par un cadran d'horloge. Elle est flanquée de contreforts peu saillants sur lesquels s'appuie le beffroi ajouré de fenêtres géminées garnies d'abat-sons et surmonté d'une flèche octogonale dont les pans, aux angles de la tour, sont flanqués de pyramidions. […] À l'intérieur l'église présente une nef s'ouvrant sur les bas-côtés par cinq travées séparées par des colonnes qui supportent la retombée de voûtes plein-cintre. Au-dessus, des antes très plats, terminés par des consoles, reçoivent les poutres ornées de culs-de-lampe qui soutiennent le plafond à compartiments. Cette nef se termine, en avant de l'hémicycle du maître-autel, par un arc triomphal décoré de fresques et de sculptures. Cet hémicycle est lui-même recouvert par une demi-coupole.
Une frise peinte contourne la nef et sépare l'étage des arcades du rez-de-chaussée de celui des fenêtres circulaires placées au-dessus de chacune d'elles.
Les bas-côtés sont ajourés de cinq fenêtres plein-cintre, munies également de verrières. Ils se terminent par deux chapelles dédiées, celle de gauche à sainte Geneviève, celle de droite à la Vierge ».

#### Architecture contemporaine
Hormis les édifices religieux, la ville est marquée par le nouveau siège des Archives nationales

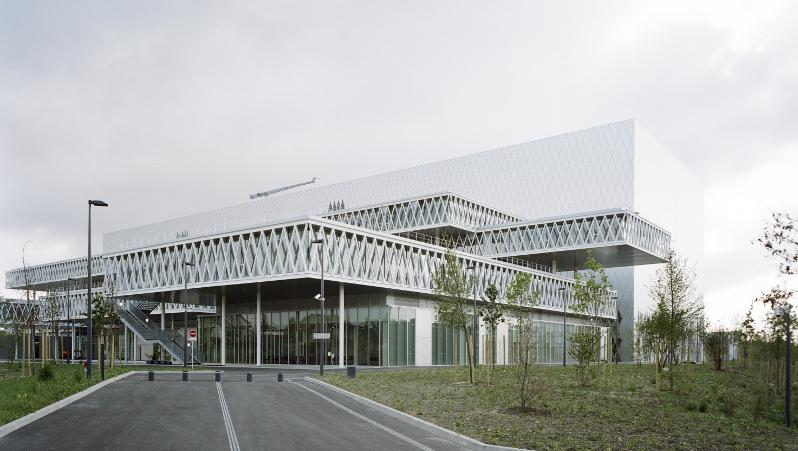
Archives nationales (France) : site de Pierrefitte-sur-Seine. Architecte : Massimiliano Fuksas.

En mars 2004, le président de la République Jacques Chirac annonce la construction d'un nouveau centre des Archives nationales dans la zone des Tartres, marquant ainsi la volonté de l’État de construire au cœur de la cité un grand établissement culturel, dans un territoire en devenir, aux portes de Paris. Cet emplacement a été retenu en raison de sa proximité immédiate de la station de métro de Saint-Denis - Université sur la ligne 13 du métro, de l’université Paris-VIII à Saint-Denis et de l’université Paris-XIII à Villetaneuse, ainsi que de la disponibilité foncière du secteur des Tartres.
Le bâtiment, conçu par l'architecte Massimiliano Fuksas, d'une superficie de 84 293 m2, d'une capacité de stockage de 320 kilomètres linéaires, haut de 42 m et long de 180 mètres, qui doit accueillir 400 personnes (chercheurs, enseignants, étudiants, généalogistes…), est destiné aux archives postérieures à 1790. Le coût de construction de ce nouveau centre est estimé à 194 millions d’euros. Le chantier a débuté en 2009. Construit par l'entreprise Bouygues Bâtiment, le bâtiment a été livré en 2012, ouvert au public le 21 janvier 2013 et inauguré par le président de la République, François Hollande, le 11 février suivant. Depuis la fin 2024, des travaux importants d'extension sont en cours, pour accroitre la capacité de stockage du bâtiment, devenue indispensable de manière rapide du fait de la fermeture du bâtiment d'archives situé à Fontainebleau.

### Tourisme et cadre de vie
Pierrefitte-sur-Seine a reçu une fleur au concours des villes et villages fleuris en 2007, puis trois en 2020.
La ville comporte plusieurs espaces verts, les principaux étant:
- le parc de la Butte-Pinson (à cheval sur plusieurs communes),
- le parc de la République, sur le flanc Est de la Butte-Pinson, et situé avenue de la République,
- le parc Frédérick-Lemaître,
- le square Nelson-Mandela.

### Personnalités liées à la commune

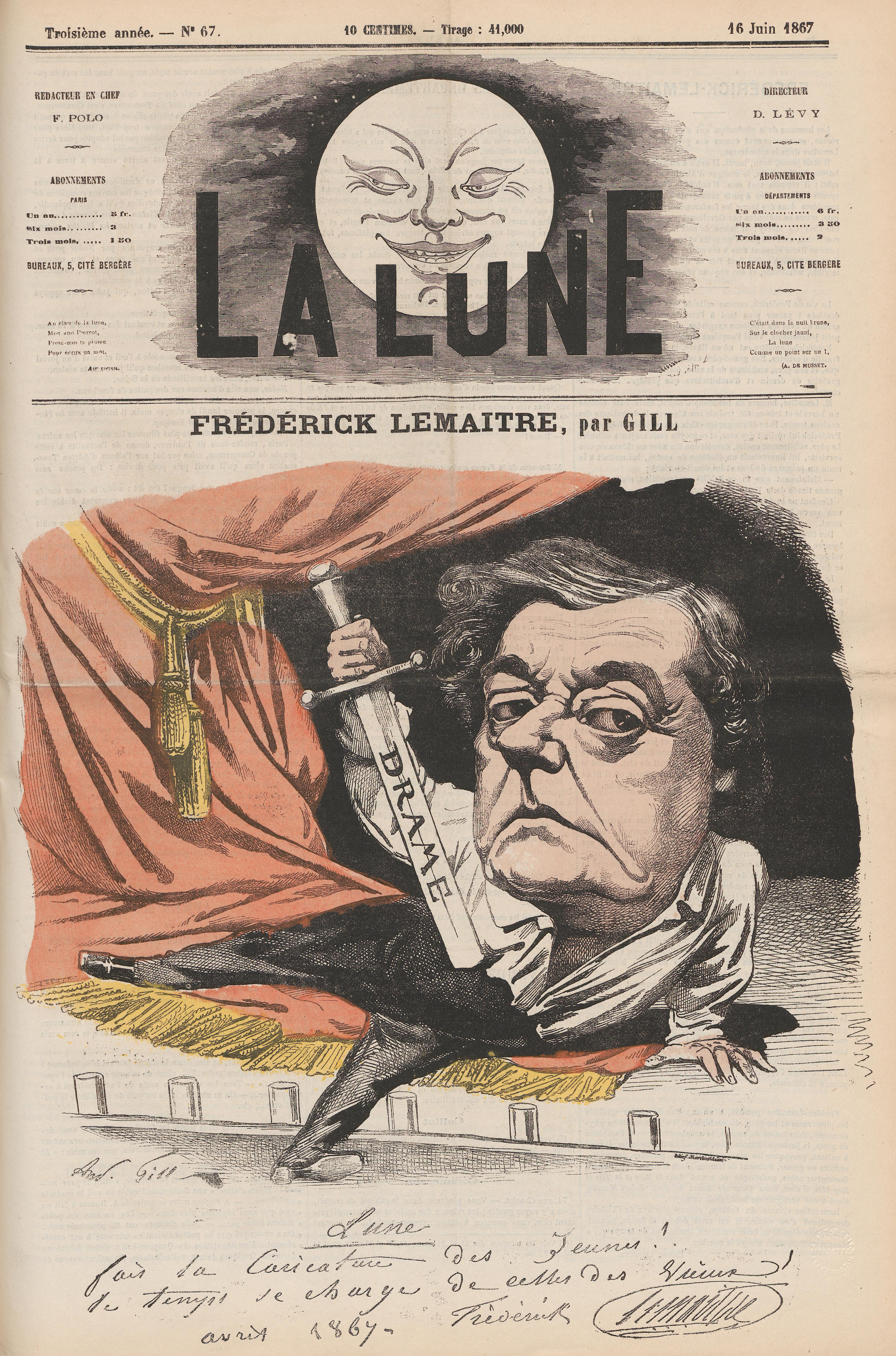
L'acteur Frédérick Lemaître caricaturé par Gill (1867).

- Pierrefitte a accueilli d'illustres personnages comme le général baron d'Empire Moulin ou le peintre Maurice Utrillo. La ville a inspiré l'artiste qui immortalisa, dans ses premières œuvres les vignes, l'église et les rues de Pierrefitte.
- Frédérick Lemaître (1800-1876), acteur, avait une résidence à Pierrefitte, devenue parc public et conservatoire municipal de musique et de danse.
- Alcide Dessalines d'Orbigny, naturaliste, botaniste et paléontologue, mort à Pierrefitte.
- Suzanne Valadon (1865-1938) et son fils Maurice Utrillo (1883-1955) demeurèrent à Pierrefitte chez la mère de Valadon à la Villa Hochard[116].
- Jean-François Moulin, (1752-1810) membre du Directoire, baron et général d’Empire, habita la commune et y est inhumé. Une rue de la ville porte son nom[125].
- La commune a par ailleurs accueilli de nombreux sportifs : Serge Nubret (1938–2011), culturiste, acteur, mort à Pierrefitte-sur-Seine, Vincent Clarico (1966-), 3 fois champion de France du 110 m haies, Samuel Nadeau (1982-), basketteur ayant évolué à Pierrefitte, Laëtitia Kamba (1987-), basketteuse ayant évolué à Pierrefitte, Lamya Matoub (1992-), championne du monde de karaté y travaille comme enseignante, le coureur de fond franco-marocain Azeddine Habz (1993-), et son confrère franco-hispano-marocain Imad El Goumri (2004-).
- Azize Diabaté Abdoulaye (2000-), acteur[126]
- Jacques Testart (1939-) y a passé son enfance[127]. Ce biologiste, père du bébé éprouvette a toujours refusé le tri des embryons[réf. souhaitée].
- Marie-Monique Robin (1960-), journaliste et réalisatrice[128].
- Franck Tacito (1963-), auteur et dessinateur de bandes dessinées.
- Jallal Hami (1988–2012), élève officier mort par noyade lors d'une soirée de bizutage. Né en Algérie, il a habité à partir de 1992 à Pierrefitte et y a obtenu son baccalauréat[129].
- Rachid Hami (1985-), frère du précédent, acteur et réalisateur.

### Héraldique
| Blason de Pierrefitte-sur-Seine | Blason  | De gueules à trois rochers d'argent mouvant de la pointe, celui du centre plus élevé, surmonté d'un pinson d'or, au chef cousu d'azur d'un clou d'argent, accosté de deux fleurs de lis d'or |
| Blason de Pierrefitte-sur-Seine | Détails | Par ses fleurs de lys d’or et le clou au centre, le blason rappelle la suzeraineté de l’abbaye royale de Saint-Denis sur la commune. Le bleu et le rouge sont les couleurs de Paris et du département de la Seine, duquel dépendait alors Pierrefitte. Les pierres blanches et l'oiseau au sommet de la plus haute d'entre elles évoquent la Butte-Pinson et les carrières de gypse Dessiné par M. Louis et attribué à la Ville par arrêté préfectoral du 20 juin 1942 |

## Pour approfondir